# Llista de personatges de la guerra de les galàxies

La següent és una llista de personatges de ficció apareguts a la guerra de les galàxies i presentada per ordre alfabètic.

## Cronologia
Fins al 25 d'abril de 2014, el terme "Univers expandit" (de l'anglès Expanded Universe) anomenava a tots aquells productes autoritzats per Lucasfilm publicats entre 1976 i 2014 que estenien la història de Star Wars més enllà de les dues trilogies cinematogràfiques, abastant altres pel·lícules així com còmics, novel·les, programes de televisió i nombrosos jocs. A octubre de 2012, The Walt Disney Company va adquirir Lucasfilm i posteriorment, Lucasfilm va formar el "Star Wars Story Group" (grup de la història de Star Wars), que va ser creat per fer un seguiment i definir el cànon i unificar les pel·lícules, els llibres, els còmics i els altres mitjans. El 25 d'abril de 2014 la companyia va anunciar que totes les obres de l'Univers expandit deixarien de produir-se. Les obres existents ja no es podrien considerar canònics per a la franquícia i les reimpressions posteriors serien modificades sota l'etiqueta de "Star Wars Legends" (llegendes), El nou cànon de Star Wars es va reestructurar posteriorment per incloure només els sis llargmetratges existents fins llavors, la pel·lícula d'animació Star Wars: The Clone Wars (2008) i sèrie animada homònima. Tots els projectes futurs i els desenvolupaments creatius en tots els tipus de mitjans serien supervisats i coordinats per una divisió de Lucasfilm creada per mantenir la continuïtat i una visió coherent sobre la narració de la franquícia. Després de l'anunci es van produir diverses sèries de còmics de Marvel i novel·les publicades per Del Rey.
| Índex A B C D E F G H I J K L M N O P Q R S T U V W X Y Z |

## #

### 0-0-0
0-0-0, també anomenat com Triple-Zero, va ser un droide de protocol dissenyat per especialitzar-se en etiqueta, costums, traducció, i tortura. Va ser despertat per la doctora Aphra i el Senyor Sith, Darth Vader, i va procedir a realitzar diverses missions per als dos al costat del seu company droid BT-1. Després que Aphra simulés la seva pròpia mort, ell i BT-1 van continuar recorrent la galàxia amb ella.

### 2-1B
2-1B era un androide mèdic que va servir a l'Aliança Rebel a Hoth i en la fragata mèdica quan van escapar del planeta. Va treballar al costat de FX-7 i ambdós van guarir a Luke Skywalker en diverses ocasions. Apareix per primera vegada a "L'Imperi Contraataca".

### 4-LOM
4-LOM va començar la seva "vida" servint d'androide de protocol. Tenia el cos estàndard d'androide de protocol molt similar al de C-3PO, però el seu cap era bulbós i tenia un parell d'ulls grans i insectoides. Després de fallades en la seva programació, 4-LOM va començar a robar als clients dels establiments als que servia, despertant-se la seu molt prometedora carrera criminal.
Després de caure en les mans del senyor Jabba el Hutt, aquest li va modificar la seva programació i finalment el va convertir en un caça-recompenses. 4-LOM va fer parella amb Zuckuss i ambdós recol·lectaren moltes recompenses al llarg de la galàxia essent considerats uns dels millors en la seva feina. Quan Darth Vader va fer cridar els caça-recompenses perquè busquessin el Falcó Mil·lenari, sis dels millors es van presentar; entre ells 4-LOM i Zuckuss. Apareix per primer cop a "L'Imperi Contraataca".

## A

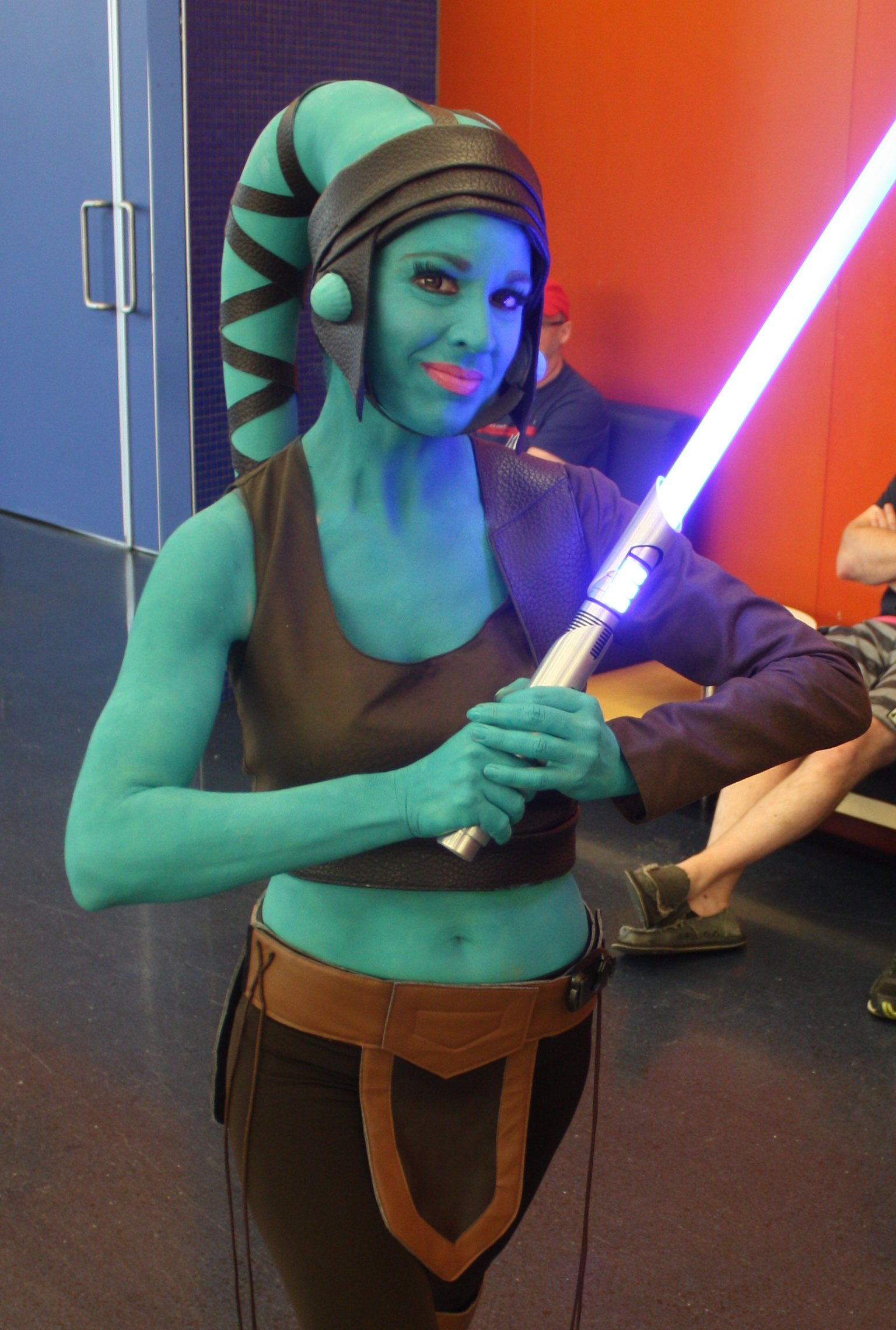
cosplayer d'Aayla Secura

### Aayla Secura
Aayla Secura va servir a l'ordre Jedi durant les Guerres clon. Era una Twilek blava del planeta Ryloth. Apareix a "L'Atac dels Clons", "La venjança dels Sith", interpretada per Amy Allen, i a la sèrie d'animació "The Clone Wars". Va ser aprenent Padawan del Mestre Quinlan Vos; va lluitar a la Batalla de Geonosis i va sobreviure. Va morir durant l'execució de l'ordre 66, al planeta Felucia a mans del Comandant Clon Bly, al costat del qual havia lluitat en molts camps de batalla exòtics.

### Acklay
Acklay era una enorme bèstia de pell blavosa i sis potes similars a les d'un cranc. El seu cap era allargat i tenia una filera de dents molt esmolades. La seva alçada sobrepassava els 3 metres i mig i la seva agilitat era sorprenent. Era oriünda del planeta Vendaxa, on vivia lliurement assolant a la resta d'espècies. Eren molt difícils de capturar vius per la seva extrema agressivitat i per això eren molt cobejats. Al planeta Geonosis n'hi havia alguns d'aquests, que havien estat portats per a espectacles a l'Arena de Geonosis, on executaven a presoners deixant-los davant seu i altres bèsties com Reeks o Nexus. Va aparèixer a "L'atac dels clons".

### Adi Gallia
Adi Gallia era una mestre jedi membre del Consell Jedi durant més d'una dècada. Era cosina de Stass Allie altre jedi que va participar a Geonosis. Gallia era una excel·lent pilot i va completar diverses missions de forma reeixida fent servir tota mena de vehicles, especialment els Jedi Starfighter. Apareix a "L'Amença fantasma", "L'atac dels Clons", interpretada per Gin Clarke i la sèrie "The Clone Wars".

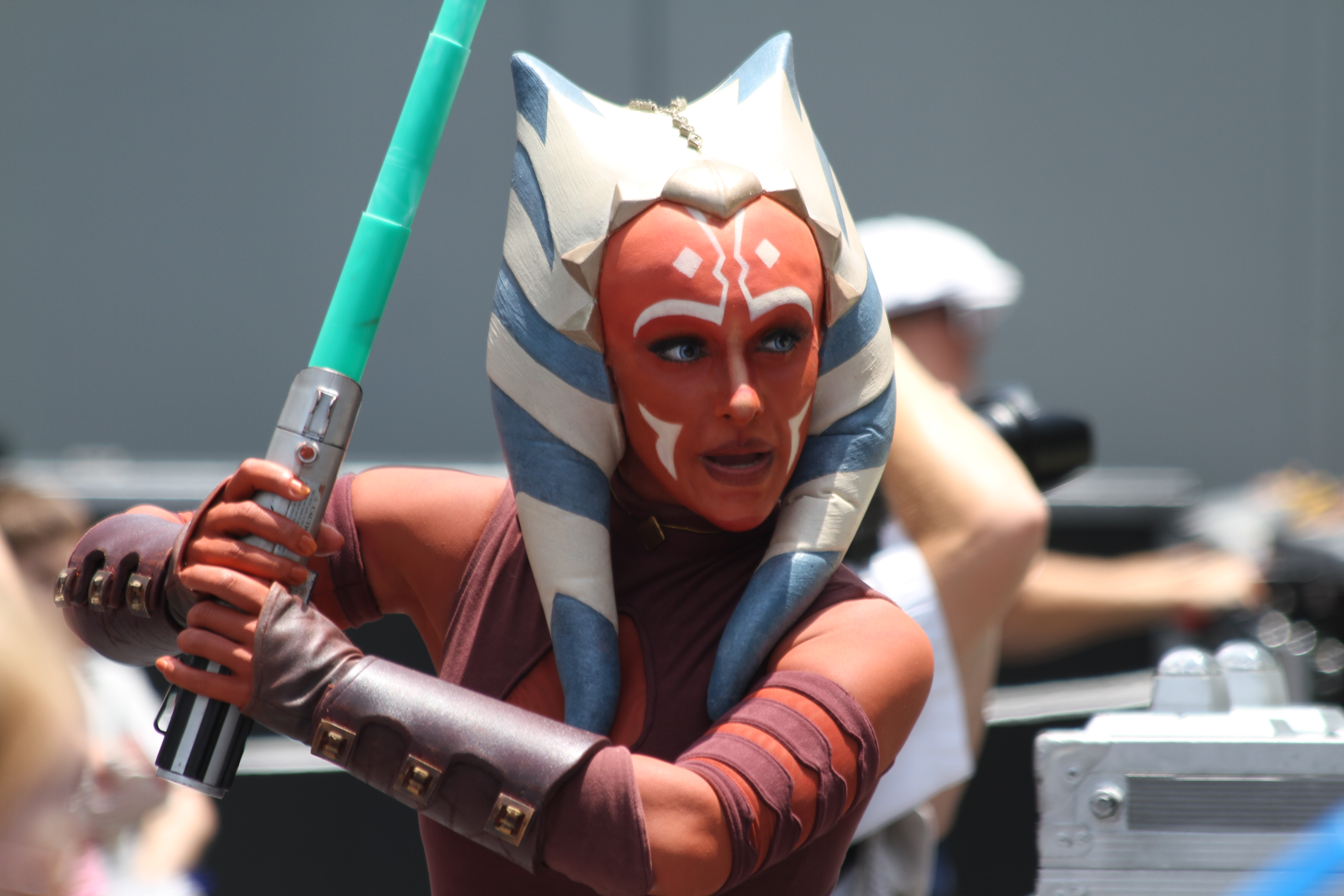
cosplayer d'Ahsoka Tano.

### Ahsoka Tano
Ahsoka Tano, una dona togruta, originària del planeta Shili, va ser la padawan d'Anakin Skywalker i una heroïna de les Guerres clon. Juntament amb Anakin, es va convertir en un líder madura. Va ser acusada del bombardeig assassí del Temple Jedi. Les proves contra ella eren fortes i va fugir, desesperada per netejar el seu nom. Ahsoka va ser eventualment capturada, i el Consell li va retirar el seu estat de Padawan i la van expulsar de l'Ordre Jedi. No obstant això, Anakin mai va deixar de creure en la innocència de la seva aprenent i va descobrir la veritat: el Jedi Bariss Offee, amic d'Ashoka, estava darrere de tot. Ahsoka va ser absolta, però va rebutjar l'oferta de tornar a l'Ordre Jedi, i va optar per prendre un nou camí cap al futur.
Ahsoka Tano es va ocultar després de l'Ordre 66. Va construir nous sabres de llum, tots dos amb fulles blanques a causa de la seva afiliació, i es va mantenir a la perifèria fins a la rebel·lió contra l'Imperi. Aleshores, Tano es va convertir en Fulcrum: un agent d'intel·ligència amb identitat secreta.
El destí de Tano canviaria, però, quan va ser cridada a ajudar a la tripulació de Ghost a fugir de l'espai de Mustafar. Aquí va conèixer a dos Jedi - Kanan Jarrus i Ezra Bridger - i poc després de la trobada, Tano va estar present durant un xoc aeri mortal amb un misteriós Senyor Sith. Ahsoka, estenent-se a través de la Força, connectat amb el portador del costat fosc - una connexió que la va fer perdre la consciència.
Tano va acompanyar a la tripulació del Ghost en diverses missions, incloent batalles amb les set germanes i cinquè germans Inquisidors, als quals va manejar amb relativa facilitat. Però el destí conduiria Tano a un enfrontament més gran: un amb el Senyor Sith que va trobar a l'espai de Mustafar. Va ser Darth Vader, que va descobrir que era el seu antic mestre. Es van enfrontar a dalt del temple Sith a Malachor, mentre Tano va lliurar una quadrícula a través de la seva màscara. La cara marcada per sota semblava Anakin, però l'home que era sabia que havia desaparegut. Van colpejar una altra vegada les espases mentre el temple es col·lapsava al seu voltant. Va ser rescatada per Ezra Bridger.

### Almirall Ozzel
Kendal Ozzel era un humà originari de Carida. Va servir en la marina de guerra de la República, i quan es va crear l'Imperi va seguir en la nova marina exercint el càrrec d'Almirall de la Rereguarda. Després de la destrucció de la primera Estrella de la Mort va ser ascendit a Almirall.
Més tard es convertiria en el Major a càrrec del destacament de forces de Darth Vader durant els fets que van conduir a la batalla de Hoth. L'anomenat esquadró de la mort imperial estava format pel vaixell almirall de Vader, l'Executor, i cinc destructors estel·lars imperials. L'Almirall Ozzel es mostrava despectiu vers l'Aliança Rebel i no la considerava una amenaça creïble. El seu menyspreu el va portar a un descuit: va treure el destacament de forces fora de l'hiperespai, massa a prop de l'abast dels sensors de Hoth, alertant d'aquesta manera els rebels. Vader va eliminar ràpidament l'almirall "perquè era tan maldestre com estúpid".

### Amilyn Holdo
Amilyn Holdo era una oficial de Resistència poc convencional i una de les amigues més antigues de Leia Organa. Va assumir el comandament de la flota de Resistència després que Leia resultés ferida. A mesura que el perill per la Resistència creixia, la insistència de Holdo en el secret i la seva manera brusca la van portar a un conflicte amb Poe Dameron, que es va mutinar contra ella. Va sacrificar la seva vida per salvar els transports de la Resistència durant el viatge desesperat cap a Crait.
Va aparéixer per primera vegada al llibre Leia, Princess of Alderaan, abans de fer el debut a la pantalla gran, interpretat per Laura Dern a Star Wars: Els últims Jedi.

### Anakin Solo
A les històries de Llegendes era el fill petit de Han Solo i de la Princesa Leia Organa, i la seva germana és Jaina Solo i el seu altre germà és Jacen Solo, que eren bessons. Anakin era anomenat així, ja que era el nom del seu avi per part de mare (Anakin Skywalker, més conegut com a Darth Vader). Anakin va morir durant una missió d'atac contra els Yuuzhan Vong. Apareix per primera vegada a la novel·la "Dark Apprentice" de Kevin J. Anderson, però ja se'l manciona prèviament al còmic de Dark Horse Comics Dark Empire 5 "Emperor Reborn".

### AP-5
AP-5 és un droide que apareix regularment a Star Wars Rebels a partir del capítol "The Forgotten Droid" de la segona temporada. Servia de navegant per a la guerra de la República durant les Guerres Clon. Després de la formació de l'Imperi, va ser reassignat a inventari, complint les seves funcions sense queixar-se malgrat les amenaces i la falta de respecte dels seus comandants imperials. Després de trobar el rebel astromecànic Chopper, AP-5 va adonar-se que no havia de servir l'Imperi. Va ajudar a Chopper a escapar de la captura i va desertar amb els rebels, ajudant-los a trobar un refugi segur de les forces imperials a Atollon, on va continuar treballant com androide d'inventari per a la cèl·lula Phoenix. Malgrat la seva malhumorada i sarcàstica personalitat, l'AP-5 es va mantenir fidel als seus nous mestres rebels. Durant una missió a Wynkahthu, AP-5 va tenir un paper indispensable per ajudar-los a recuperar la càrrega d'un vaixell de càrrega imperial abandonat. Posteriorment, l'AP-5 juntament amb el guerrer Lasat Garazeb Orrelios i Chopper van ajudar a impedir que un droide infiltrat informés de la ubicació de la seva base a l'Imperi.

### Arihnda Pryce
Arihnda Pryce era la governadora del sector de Lothal, un líder confiada i creient a l'Imperi. Mentre que Lothal estava sota control, Pryce encara volia erradicar l'amenaça dels rebels. Per fer-ho, va demanar la setena flota de l'Imperi, citant la necessitat d'un comandant que "vegi un panorama més gran".

### Asajj Ventress

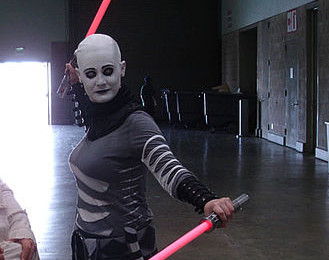
disfressa d'Asajj Ventress.

Ventress va ser una precisa i poderosa ment militar de la Confederació de Separatistes. L'espècie de Ventress era desconeguda, tenia característiques humanes, però freturosa de cabell i una pell gairebé blanca. Es va convertir en un instrument de la lluita contra els Jedi durant les Guerres Clon.
El Comte Dooku va descobrir la misteriosa Asajj Ventress a Rattatak (un planeta infestat de guerres), poc temps després de la batalla de Geonosis. Encara que ella no va ser entrenada en les Arts dels Jedi formalment, Ventress va demostrar tenir moltes habilitats sobre La Força. Sota la tutela del Comte Dooku, va abraçar el costat fosc de la Força. De vegades acompanyada pel caça-recompenses Durge, Ventress va ser més que un oponent per als millors Jedi de la República Galàctica.
Se Sap que Asajj Ventress va guiar al Jedi Padawan Anakin Skywalker fins al planeta Yavin, on hi va lluitar fermament. Finalment Anakin la va vèncer en combat usant el Costat Fosc de La Força.

### ASN-121
Era un robot de forma ovalada, amb diversos estris que li donaven gran estabilitat quan es desplaçava per l'aire. Estava proveït de repulsors que li donaven la capacitat de surar i així complir les seves missions. Aquest model de robot va ser en particular propietat de Zam Wesell, una caça-recompenses. ASN-121 va participar en una missió d'enviar un carregament de Kouhuns fins a l'habitació de la Senadora Padmé Amidala, que va completar satisfactòriament. Però Obi-Wan Kenobi, un Cavaller Jedi va aconseguir travessar la finestra de l'apartament de la Senadora, i aferrar-se al robot, podent així arribar fins a la seva mestressa Zam Wesell. Però sense temps a perdre, la caça-recompenses va prendre un rifle i després d'un precís tir va derrocar al seu robot.

### Aurra Sing

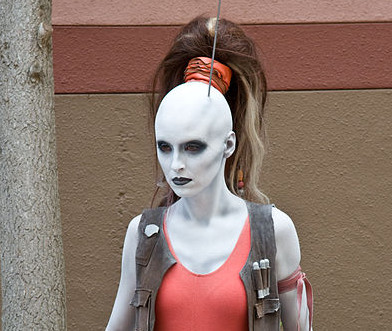
Cosplayer d'Aurra Sing.

Aurra Sing era una temuda caçadora de recompenses conegut per la seva pell blanca i una antena de connexió integrada. Era una experta franctiradora i assassina entrenat que treballava per a qualsevol que la pagava. Després de la mort de Jango Fett, Aurra va entrenar a Boba Fett com a caçadora de recompenses, ensenyant-li les habilitats i la crueltat que necessitaria per seguir la seva professió mortal.

### Ayy Vida
Apareix en l'episodi L'atac dels clons. És una bella femella de l'espècie twilek. Posseïa un parell de tentacles (lekku) que sobresortien del seu clatell i queien fins a la seva cintura. Era l'esposa d'un cap de la màfia dels baixos nivells del planeta Coruscant. Li agradava freqüentar locals i clubs nocturns, sempre acompanyada per un guardaespatlles. La Sexy Ayy va estar en un local, la nit que van intentar assassinar la Senadora Padmé Amidala i un parell de jedi van perseguir a Zam Wesell, un caça-recompenses pels carrers de Coruscant.

### AZI-3
AZI-345211896246498721347 va ser un droide mèdic que va servir al Gran Exèrcit de la República durant les Guerres Clon. Va ser conegut com a AZI-3 pel soldat "Fives", que considerava que els números eren degradants. El 19 ABY, AZI-3 va arribar a una amistat poc probable amb Fives mentre els dos treballaven junts per investigar un suposat "tumor" que havia provocat que el company soldat de Fives Tup assassinés el general Jedi Tiplar. Durant el transcurs de la seva investigació, els dos van descobrir que tots els soldats clonats havien estat implantats amb xips inhibidors per a un propòsit desconegut, que posteriorment va resultar ser la purga Jedi preparada per Darth Sidious.

## B

### Bail Organa
Bail Organa fou representant del Planeta Alderaan en el Senat Galàctic, amic de la Senadora Padmé Amidala i opositor a l'Imperi Galàctic. va cuidar de Leia Organa, la qual era filla de Padmé Amidala i Anakin Skywalker, juntament amb la seva esposa, Breha Organa. Tots dos van morir enmig de la Guerra civil vint anys després que acabés les guerres Clon, quan l'Estrella de la mort va destruir el seu planeta nadiu.

### Banda Max Rebo
La Banda Max Rebo va començar la seva existència gràcies al mateix Max Rebo, un petit Ortolan. Aquesta banda es va fer molt popular al llarg de la Galàxia, tocant en els llocs més luxosos de Coruscant o en els més funests com en el palau de Jabba el Hutt a Tatooine. Els membres més populars de la banda eren: Max Rebo, Joh Yowza, Sy Snoothles, Greeata, Rystall, Lyn Em, Doda Bodonawieedo, Barquin D'an, Droopy McCool, Rappertunie, Ak-rev, Umpass-stay.

### Barriss Offee
Barriss Offee és una jedi padawan mirialan estava sota la tutela de la mestra Luminara Unduli de la mateixa espècie. Va lluitar a Geonosis i després de seguir per una via que usaven els androides de Batalla per a accedir a la sorra d'execució, va sortir a l'exterior de Geonosis acompanyada pel mestre Pablo-Jill i altres Jedi. Temps després va viatjar al planeta Illum en companyia de la seva mestra Unduli, a buscar un cristall per al seu sabre nou (ja que el seu es va danyar a Geonosis). S'hi va confrontar a un exèrcit de 60 Androides Camaleó, unes vicioses màquines dels Separatistes. Ambdues van sortir victorioses gràcies a l'ajuda del mestre Yoda.

### Barrek
Barrek era un mestre Jedi de l'espècie humana que va servir al seu orde en les Guerres Clon. Per aqueixa època tenia com a aprenenta padawan a Sha'a Gi, un jove i impulsiu humà. Barrek va ser enviat pel Consell Jedi a atendre una greu situació al planeta Hypori, on s'havia descobert una sèrie de fàbriques d'androides de Batalla dels Separatistes. L'atac a hypori va ser un desastre complet, cap de les naus de la República Galàctica va arribar a desembarcar les seves tropes, totes van ser derrocades pels enemics. Només el Mestre Barrek i el seu padawan Sha'a Gi van sobreviure a tal catàstrofe, només per enfrontar al general Grievous, suprem comandant dels Separatistes. Barrek va trobar la seva mort d'una manera ràpida i senzilla va baixar els sables làser del General. El seu aprenent Sha'a Gi va sobreviure fins a l'arribada de l'equip jedi de rescat comandat per Ki-Adi Mundi, però al cap de poc va morir.

### Baze Malbus
La dura realitat del seu món domèstic ocupat per l'Imperi ha endurit Baze Malbus en un soldat pragmàtic i un tret de fissures amb els seus pesats canons de repetidors. Baze té una bravata que contrasta marcadament amb l'espiritualitat del seu millor amic i compàs moral, Chirrut Îwe.

### Beru Lars
Tia i mare adoptiva de Luke Skywalker a Una nova esperança, ella i el seu marit, Owen, són assassinats per tropes a la seva casa de Tatooine. En les pel·lícules de precuela, Beru és la promesa d'Owen a "L'atac dels clons". Ja casada, amb el seu marit prenen la custòdia de Luke al final de "La venjança dels Sith".

### Bib Fortuna
Bib Fortuna era un individu de l'espècie dels twilek. La seva pell era bastant rosada i posseïa un parell de tentacles (Lekku) que sobresortien del seu clatell i queien fins a la cintura. Aquest preferia dur els seus Lekku enrrotllats al coll per estar més còmode. Una altra característica era la seva desagradable papada que li penjava davant del seu coll i les seves filosos dents. Fortuna va ser contractat i va durar gairebé mig segle com a majordom de Jabba el Hutt al palau de Tatooine.

### Biggs Darklighter
Biggs Darklighter va créixer a Tatooine amb Luke Skywalker i va compartir els somnis del seu amic d'escapar del trist món del desert. Després de graduar-se de l'Acadèmia Imperial, va desviar-se del servei de l'Imperi per unir-se a l'Rebel·lió. Ell i Luke es van retrobar a la base Rebel de Yavin 4 i van volar junts contra l'Estrella de la Mort. Luke va tornar d'aquesta missió com a heroi, però Biggs no va sobreviure.

### Boba Fett
Boba Fett és un dels clons de Jango Fett, que no va ser alterat genèticament i va ser adoptat com a fill propi pel reconegut caça-recompenses. Va néixer al planeta Kamino on hi va viure fins als seus deu anys. Aquest va ensinistra el seu fill (clon) que havia heretat les seves habilitats, tots dos tenien un caràcter fred i calculador, la qual cosa els anava a meravella per a la seva feina. Va perdre al seu pare a Geonosis quan un Jedi (Mace Windu) el va decapitar davant dels seus ulls. Boba va seguir els passos del seu pare Jango i va obtenir fama a nivell galàctic de ser el millor caça-recompenses. Per descomptat, la corrupta situació imperial el va afavorir enormement per complir les seves missions. Boba va dur el bloc de Carbonita en el qual estava confinat Han Solo des de Bespin fins a Tatooine i el va vigilar personalment al palau de Jabba el Hutt. Va semblar morir a l'estómac del gran Sarlacc, però va sobreviure.

### Bodhi Rook
Antic pilot imperial, Bodhi té unes habilitats tècniques i de pilotatge que utilitzarà per a l'Aliança rebel. Sempre pràctic, però molt ansiós, Bodhi ha de recollir el seu coratge per portar la batalla a l'Imperi.

### Breha Organa
La Reina Breha Organa era una dona humana d'Alderaan i monarca d'aquest planeta. Es va casar amb el senador Bail Organa i junts van adoptar a la princesa Leia, una dels bessons sorgits de la unió de Padme Amidala i Anakin Skywalker. Mentre el seu marit treballava per construir la xarxa subterrània de cel·les que finalment es convertiria en l'Aliança Rebel, faria de mentora dels estudiants d'Alderaan, inclòs el pilots d'ales-X, Evaan Verlaine. Es creu que va morir enmig de la Guerra civil vint anys després que acabés les Guerres Clon, quan l'Estrella de la mort va destruir el seu planeta nadiu.

### BT-1
BT-1, també conegut com a "Bee Tee", era un droide assassí homicida creat per la Iniciativa Tarkin de l'Imperi Galàctic. Després de ser trobat i reactivat pel doctor Aphra, BT-1 i el seu company droide 0-0-0 van servir a Lord Vader, i quan Aphra va simular la seva pròpia mort, ell i 0-0-0 van continuar recorrent la galàxia amb ella.

## C

### C-3PO
C-3PO és un droide de protocol, és a dir, dissenyat específicament per interaccionar amb éssers pensants. Va ser construït per Anakin Skywalker. La seva principal funció, com a droide de protocol, és ajudar a explicar els costums d'altres cultures i la traducció. Pot parlar i entendre més de 6 milions d'idiomes. Sovint se'l veu acompanyant del seu amic robot R2-D2. Al llarg dels anys, han estat involucrats en alguns dels moments més significatius de la galàxia i en batalles emocionants. En els anys posteriors a la derrota de l'Imperi, C-3PO va servir a Leia Organa, convertint-se en el cap d'un anell d'espionatge de la Resistència destinat a soscavar el Primer Orde.

### Camie
Camie era una antiga amiga de Luke Skywalker a Tatooine. Les escenes en que apareixia a la pel·lícula original de La guerra de les galàxies van ser esborrades i el personatge va desaparèixer, juntament amb Fixer, de la continuïtat oficial fins que van reaparèixer a The Book of Boba Fett.

### Capità Antilles
El capità Antilles era un oficial d'alt nivell amb formació en diplomàcia i un pilot capaç encomenat a transbordadors de la família reial d'Alderaan. Servia al comandament de Bail Organa. Formava part de la tripulació del pont del creuer diplomàtic d'Organa, un paper que continuaria durant el temps que la princesa Leia actuava com a senadora d'Alderaan.

### CapitàCassian Andor
Un oficial d'Atenció d'Intel·ligència de l'Aliança Rebel amb experiència de camp en combat, mana el respecte de les seves tropes rebels amb la seva capacitat per mantenir un cap fresc sota el foc i completar les seves missions amb recursos mínims.
Apareix per primer cop a Rogue One: A Star Wars Story interpretat per Diego Luna i en diversos llibres, videojocs i còmics incloent adaptacions. Coprotagonitza el còmic de Marvel Comics Rogue One - Cassian & K-2SO Special 1.

### Capità Canady
Un oficial veterà, Moden Canady, era capità de la Fulminatrix, encarregat d'aniquilar la base de resistència de D'Qar des de l'òrbita. Canady va comandar un Destructor Estel·lar a la Flota Estalar Imperial, i estava angoixat per trobar-se rodejat de joves oficials del Primer Orde prepotents i inexperts. Va incinerar la base i es va preparar per disparar contra la nau insígnia de Leia Organa quan la nau de guerra va ser destruïda per l'últim bombarder de la Resistència.

### Capità Panaka
El lleial protector de la reina Amidala durant la crisi d'invasió de la Federació de Comerç fou el capità Panaka. Se'l coneixia sovint com "els ulls més ràpids de Naboo" per la seva atenció al detall i la dedicació desinteressada a la seguretat de la reina.

### Capità Peavey
Edrison Peavey comanda el Destructor Estelar Finalizer, que requereix que prengui ordres del general Hux. Peavey no té gaire respecte per Hux, a qui considera un arrogant amb poca habilitat per a la tàctica. Però, com a veterà de l'Imperi, Peavey respecta la cadena de comandament al marge de les seves opinions.

### Capità Piett
Primer oficial del vaixell almirall de Darth Vader, l'Executor, el capità ajudava a l'Almirall Ozzel a supervisar a la tripulació, així com a dirigir tota la flota. Va ser ascendit a almirall i li van donar el comandament del vaixell insígnia i de la flota després que l'almirall Ozzel cometés una errada fatal durant l'assalt de la base rebel de Hoth. Piett va romandre al càrrec de l'Executor durant la batalla d'Endor, quan el superdestructor estel·lar va caure en combat davant la flota rebel.

### Capità Rex
El Capità CT-7567, més conegut com a Rex va servir la República durant les Guerres Clon, sovint sota les ordres d'Anakin Skywalker i Ahsoka Tano. Era un soldat clon exemplar, valent sota el foc i dedicat als homes que el servien a la unitat de la 501ª Legion Torrent Company que liderava. Veia el servei militar com un honor, i sempre complia la seva missió. A l'hora d'utilitzar dues pistoles blaster al mateix temps, Rex va personalitzar la seva armadura amb marques blaves distintives. La seva lleialtat a la República i als seus generals Jedi era absoluta, però fins i tot aquest soldat veterà dedicat es va veure plagat de dubtes, ja que les Guerres Clon van reclamar més vides i van arruïnar a més mons.
Malgrat la seva formació i disciplina durant tota la vida, Rex va admirar i a vegades emular el geni d'Anakin per la improvisació i la seva voluntat de doblar les regles.
Anys després de la finalització de les Guerres Clonals, el capità Rex juntament amb els comandants Wolffe i Gregor es trobaven a les planes de Seelos buscant les joopa. Va ser llavors quan es van trobar amb la tripulació del Ghost, enviada per Ahsoka. Després que Kanan vacil·lés a la seva confiança, Rex va revelar que els tres clons es van treure els seus xips abans de l'Ordre 66. La tripulació va sol·licitar l'ajuda dels clons per trobar una nova base potencial i, a la vegada, els clons van demanar ajuda per capturar una joopa. Després de disparar a un droide sonda amenaçador que havia rastrejat el caminant dels clons, Rex va demostrar la seva fidelitat a la tripulació del Ghost.

### Capitana Phasma
La Capitana Phasma, vestida amb una armadura distintiva de crom, comandava les legions del Primer Orde. Una decidida supervivent, Phasma va trair el Primer Orde a la base de Starkiller. Va aconseguir escapar i va eliminar tots els rastre de la seva traïció, tornant a les files, on va preparar les tropes de la Supremacia per a una batalla final amb la Resistència. Aquesta batalla, tanmateix, es va desplegar sense Phasma: va caure en la batalla contra Finn (FN-2187), un dels seus antics soldats, a qui havia ajudat a formar-se.

### Cay Qel-Droma
Cay Qel-Droma va ser un Cavaller Jedi entrenat pel mestre Arca Jeth en el centre d'entrenament que aquest tenia a Arkania, uns 4000 anys abans de la batalla de Yavin. Ell i el seu germà Ulic Qel-Droma, que també es convertiria en un conegut Jedi, eren d'Alderaan i pertanyien a una gran família guerrera. Cay era molt hàbil amb les màquines i sempre caminava reparant-les o millorant-les. De fet va perdre el seu braç esquerre a Onderon i ell mateix s'ho reemplaçà per una pròtesi mecànica feta amb les restes d'un robot XT-6. Quan el seu germà Ulic va caure en el Costat Fosc, no deixà en la seua obstinació d'ajudar-li a tornar al Costat Lluminós. Però finalment va haver de lluitar contra ell i Ulic el va matar. Això va provocar que Ulic s'omplira de tristesa i pena i obrira els ulls pel mal que estava fent. Pertany a l'univers Llegendes, creat en les històries de còmics de Dark Horse Comics.

### Cham Syndulla
El lluitador per la llibertat Cham Syndulla va guanyar protagonisme a Ryloth durant les Guerres Clon, després que els separatistes envaïssin el seu món natal. Lluitador dedicat sense tolerància a la corrupció ni la deshonestedat, Syndulla va forjar una aliança amb Mace Windu que va donar llibertat als seus companys twi'leks. Syndulla va resistir l'Imperi després de la seva pujada al poder, incloent un complot per emboscar l'emperador Palpatine i Darth Vader a Ryloth. Tot i que esperava que els seus sacrificis suposessin que la seva filla, Hera, no hauria de passar la vida lluitant, la jove creixeria per continuar la seva campanya per soscavar el poder imperial durant la Guerra Civil Galàctica.

### Chelli Aphra
Chelli Lona Aphra va ser una arqueòloga humana humana reclutada per Darth Vader després de la batalla de Yavin. Aphra, juntament amb els seus companys assassins droids, 0-0-0 (Triple-Zero) i BT-1 (Beetee), van complir diverses missions per al Lord Sith abans de perdre el seu favor i després de simular la seva pròpia mort, va continuar recorrent la galàxia amb els dos droides.

### Chewbacca
Chewbacca és un wookiee originari del planeta Kashyyyk. Va lluitar en les guerres dels clon juntament amb el mestre Jedi Yoda i el dirigent militar Tarfful. És un company inseparable de Han Solo, el copilot i mecànic de la nau Falcó Mil·lenari. Algunes de les seves habilitats són que té una força excepcional i que és un tirador de primera.

### Chirpa
El cap Chirpa és el líder dels ewoks que viuen al poble Ewok d'Endor. Va acceptar unir-se a la lluita contra l'Imperi, organitzant lluites de guerrilla contra els atacants. Com a mostra d'aquest compromís, va ordenar l'adopció de Luke Skywalker i els seus amics a la seva tribu.

### Chirrut Îwe
Profundament espiritual, Chirrut Îwwe creu que tots els éssers vius estan connectats a través de La Força. Els seus ulls sense visió no li impedeixen ser un guerrer altament qualificat. Tot i que no té habilitats en la Força, aquest monjo guerrer ha perfeccionat el seu cos amb rigor mitjançant una disciplina física i mental intensa.

### Chopper
C1-10P, conegut com a Chopper és un irascible, obstinat, irritant i molest droide astromecànic del Ghost, fet amb peces de recanvi, a diferència de molts altres droides, a Chopper no li importa ser estimat per les persones amb qui treballava. Chopper sempre ajuda a salvar la situació, el que porta als seus companys a perdonar la seva peculiar i odiosa personalitat. El productor executiu Dave Filoni va comentar que si R2-D2 era com un «gos fidel», Chopper seria més comparable a un gat.

### Ciena Ree
Oficial femenina humana, procedent de Jelucan i inicialment associada a Thane Kyrell, que comanda el destructor estelar Imperial II que va estavellar deliberadament durant la batalla de Jakku.

### Cikatro Vizago
Cikatro Vizago era un devaronià que dirigia els suburbis de Lothal. Després que Vizago va ser capturat per l'Imperi, va ser alliberat per la tripulació del Ghost i va prometre unir-se a la rebel·lió.

### Cliegg Lars
Era un modest agricultor d'humitat de bon cor que vivia a la propietat de Lars, no gaire lluny del municipi d'Anchorhead. Durant un viatge al bulliciós port espacial de Mos Espa, Cliegg es va enamorar de Shmi Skywalker, una esclava propietari del comerciant de ferralla toydarià Watto. Cliegg va comprar la llibertat de Shmi i, poc després, la va convertir en la seva núvia. Van viure durant anys una existència tranquil·la a la propietat, sobrevivint contra els durs elements del desert. Amb Owen, el fill de Cliegg d'una unió anterior, i la núvia d'Owen, Beru Whitesun, la propietat de Lars era una petita illa de calor familiar enmig de les interminables deixalles del desert fins a la captura de Shmi pels tusken que va acabar en tragèdia.

### Coleman Kcaj
Coleman Kcaj va ser un mestre Jedi de la raça ongree i Alt General de la República durant l'ocàs Jedi. A més va ser membre del Consell Jedi

### Comte Dooku
Antic Jedi i mestre d'en Qui-Gon Jinn, va ser seduït pel costat fosc de La Força pel que també és conegut amb el nom de Darth Tyranus, el seu nom Sith. Era el Líder de la Confederació de Sistemes Independents. La figura de Dooku està marcada per la tragèdia de la seva trajectòria vital. Va ser un del màxims responsables de la caiguda de la República Galàctica.
Va ser hàbil esgrimista, hàbil manipulador de la Força i gran polític idealista. La família de Dooku era una de les més riques de la galàxia; cosa que fa que a Dooku no li costi gens invertir en res els seus diners en el seu moviment en les Guerres Clon quan es converteix en Lord Sith.

### Coronel Meebur Gascon
Tot i que els soldats clonats personificaven l'esforç de guerra de la República Galàctica contra l'Aliança separatista, la victòria depenia de valents patriotes de totes les formes i mides. Meebur Gascon va respondre a la crida del servei en el primer moment del conflicte i va oferir la seva àmplia anàlisi com a part del Comandament Estratègic des de la batalla de Geonosi. El Consell Jedi va posar a Gascon al comandament de la missió de la D-Squad per obtenir un mòdul de xifrat vital separatista. Sens disbauxa i de caràcter militar, amb una personalitat gran i una veu desagradable, el diminutiu Gascon refusava qualsevol suggeriment de que era simplement un lector de mapes o que la seva tasca de D-Squad era el resultat de la seva mida reduïda.

## D

### Darth Bane

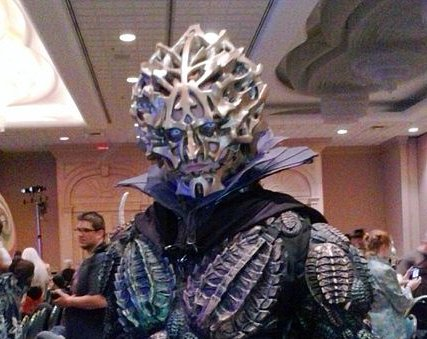
Cosplayer de Darth Bane

Nascut Dessel, era un antic i llegendari Senyor Sith, va ser Darth Bane qui va veure que les tradicions Sith de l'antiguitat havia arribat finalment a un punt mort sense sortida. Després del final de les Noves Guerres Sith, Bane va promulgar la regla Sith dels dos: només hi hauria dos Sith actius en un moment: un Senyor Fosc que encarnaria el poder i un aprenent que l'anhelés. Aquests Sith operarien a l'ombra, afavorint la astúcia i la conspiració per derrocar els seus oponents en lloc de la força bruta, és a dir, fins que va arribar el moment de pujar i sotmetre la galàxia.

### Darth Caedus
A les històries de Llegendes Jacen Solo era el fill de Han i Leia Organa Solo, germà d'Anakin i Jaina va ser un cavaller Jedi líder que va resultar crucial en derrotar el Yuuzhan Vong i protegir la galàxia durant la guerra Yuuzhan Vong. El net de Darth Vader, Darth Caedus va ser un Lord Sith que es va dirigir contra la seva família i amics, traint els seus antics principis i portant l'Aliança Galàctica, de la que una vegada havia sigut campió en un regnat del terror, mentre va intentar portar ordre i estabilitat a una galàxia fracturada. Era el desig de Solo de protegir la galàxia i la seva creixent voluntat d'acceptar qualsevol cost per la causa que va facilitar la seva caiguda al costat fosc. Apareix per primera vegada (com a fetus) al llibre "Heir to the Empire" de Timothy Zahn

### Darth Maul

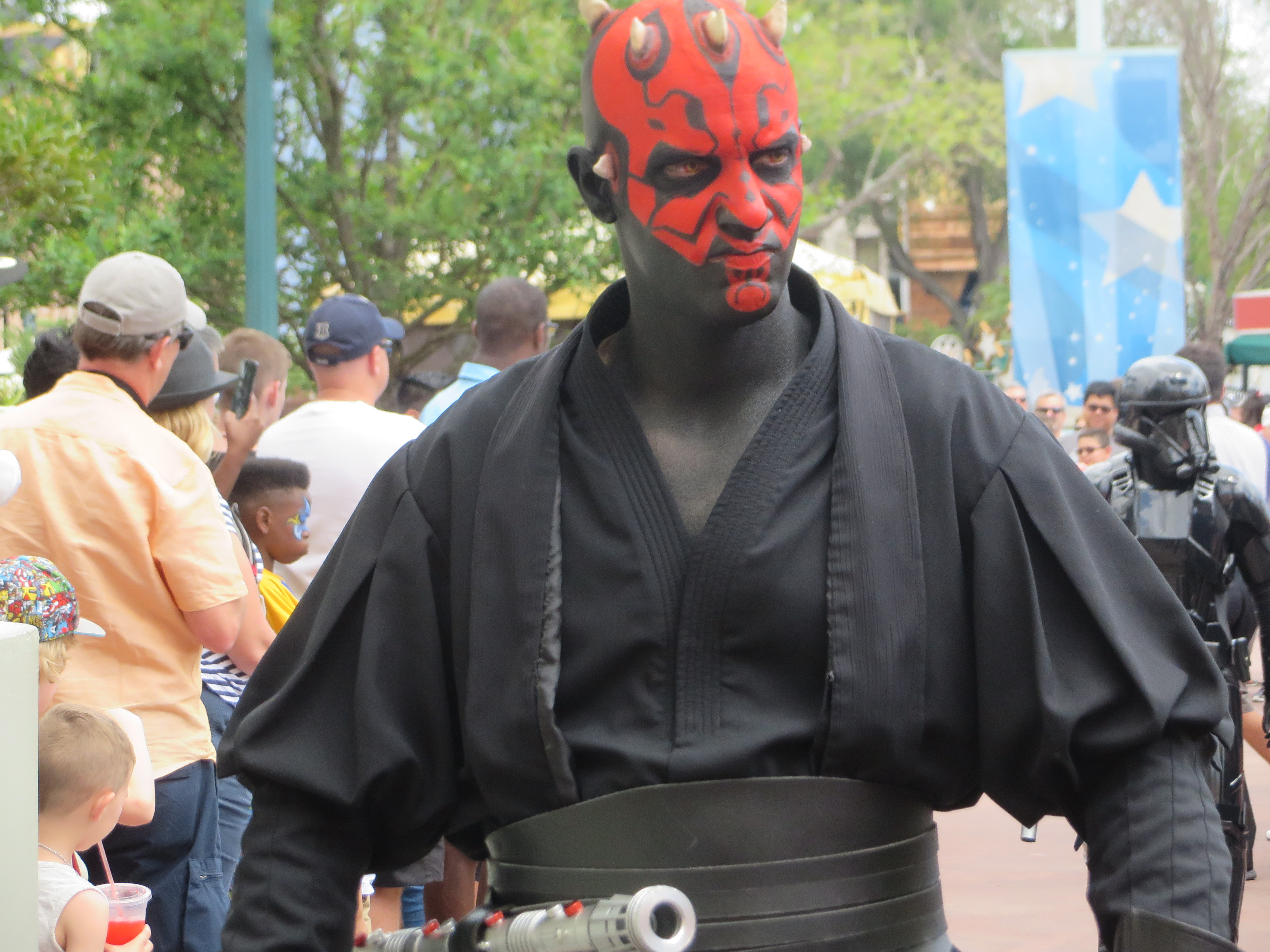
cosplayer de Darth Maul.

És un aprenent Sith de Darth Sidious. Pertany a l'espècie dels Zabrak, del planeta Dathomir (a la línia Llegendes s'havia donat a entendre que procedia d'Iridonia), i té tot el cos tatuat i pintat de color roig, amb antics dissenys Sith. Una corona de deu banyes reposa al seu cap i té una mandíbula de dents esmolades. Va matar el mestre Jedi Qui-Gon Jinn a Naboo i va ser donat per mort pel seu Padawan Obi-Wan Kenobi a qui es va tornar a enfrontar a Tatooine on aquest el va matar finalment.

### Darth Plagueis
També conegut com a Darth Plagueis el Savi, va ser el Sith més poderós de tots els temps i mestre de Darth Sidious (Palpatine). A Llegendes es va arribar a conèixer el seu nom de Hego Damask

### Darth Vader

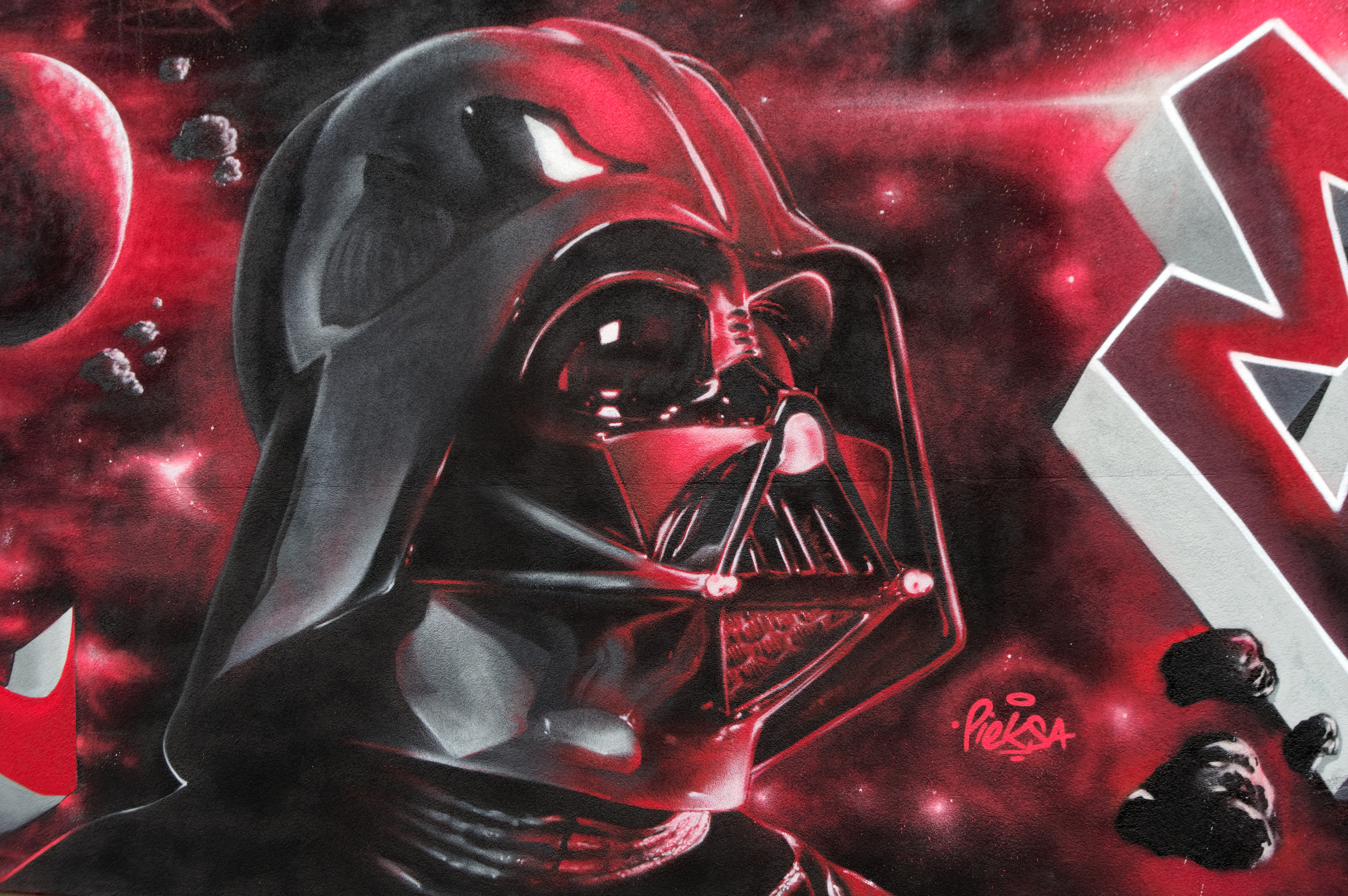
mural de Darth Vader per Pieksa al carrer Aleja Pokoju de Cracòvia.

Nascut Anakin Skywalker, fill de Shmi Skywalker, que el va concebre sense pare. Qui-Gon Jinn, va creure que ell era l'"Elegit" per portar l'estabilitat en la Força i va demanar a Obi-Wan Kenobi que el fes el seu padawan. Va convertir-se en caballer Jedi i va tenir com padawan a Ahsoka Tano fins que aquesta va abandonar l'orde. Es va casar en secret amb Padmé Amidala qui abans de morir va engendrar a Luke Skywalker i Leia Organa que van ser transportat en secret sense que tingués coneixement que havien sobreviscut. Va ser conegut com a Darth Vader després de la seva caiguda al costat fosc. Va morir a "El retorn del Jedi", després de tornar-se contra l'emperador per salvar al seu fill, i es va convertir en un esperit de la Força.

### DJ
DJ és un lladre amoral i talentós, que habita a les ombres llançades per la brillantor de Canto Bight, robant tot el que necessiti i negant-se decididament a prendre partit en el creixent conflicte entre el Primer Orde i la Resistència.

### Dormé
L'ajudant més devota de Padmé Amidala, Dormé, va assessorar a la senadora sobre Coruscant i va ajudar a tenir cura dels assumptes de Naboo quan Padmé es va retirar al seu món amb Anakin Skywalker.

### Dryden Vos
Era la cara pública del sindicat del crim Crimson Dawn, un executor sense pietat conegut com a gàngster de riquesa i gust. Vos socialitzava amb l'elit de la galàxia a bord del seu iot First Light i li agradava mostrar la seva magnífica col·lecció d'antiguitats.

## E

### Echo
CT-1409 va ser un soldat clon al Gran Exèrcit de la República, conegut per la seva estricta adhesió a les ordres i regles que van motivar el seu sobrenom Echo, pel què el coneixien sarcàsticament els seus germans clons. Es va entrenar amb l'Esquadra Domino a Kamino abans de ser enviat a l'avantguarda de la lluna de Rishi. Va sobreviure a l'atac separatista sobre l'estació, i va ser transferit a la 501ª Legió al costat del seu company i supervivent, Fives. Fives i Echo van ser promoguts a soldats ARC (Comandos de reconeixement avançat) després de la defensa de Kamino front els invasors separatistes. Van ser assignats més tard la difícil missió d'ajudar a l'Anakin Skywalker i l'Obi-Wan Kenobi a alliberar presoners de la República de la instal·lació presidiària de Citadel a Lola Sayu, una missió que va costar a Echo la seva vida - o això van creure els seus amics.
Aparentment una baixa en la batalla a la Ciutadella, Eco va conèixer el que podia haver estat un destí pitjor que la mort: captura i experimentació per part dels separatistes. El clon es va convertir en un ciborg capaç de comunicar-se amb ordinadors i de descodificar l'algoritme d'estratègies de la República. Mentre estava en una missió encoberta amb l'esquadra Bad Batch, el capità Rex va detectar un senyal: una veu que deia "CT-1409", cosa que el va fer veure que Echo encara estava viu. Rex estava decidit a trobar el seu amic i el va rastrejar fins a una base de la Unió Tecno sobre Skako Minor. Allà, Rex i els Bad Batch finalment van alliberar Echo de la seva presó de cables i programació.
El soldat estava desorientat, però viu i, finalment, va recuperar la seva plena consciència, juntament amb la capacitat d'entendre les transmissions separatistes. Va tenir un paper clau en un important atac de la República contra els Separatistes a Anaxes i va ser honrat per la seva valentia.

### EM-8D9
EM-8D9 és un antic droide de protocol de fabricació desconeguda que fa de traductor per Maz Kanata i resideix al seu castell a Takodana, on hi té un paper fonamental. Els pirates i els contrabandistes solen demanar a "Emmie" que faci de traductor les seves negociacions. El droide ha estat reprogramat nombroses vegades, i el seu propòsit original no és clar. Se sap que ha servit com a assassí, i alguns murmuraven que va començar la seva llarga vida mecànica amb l'ordre Jedi.
Ha aparegut a El despertar de la Força (2015).

### Evaan Verlaine
Evaan Verlaine va ser una pilot femenina humana que va exercir de tinent a l'Aliança per a restaurar la República i la Nova República durant la Guerra Civil Galàctica. Va néixer a Alderaan i va ser una de les poques joves alderaianes tutelades per la reina Breha Organa, que va cultivar un profund respecte per la casa d'Organa. Verlaine, una reialista compromesa, va seguir els passos dels líders del món de casa i es va convertir en membre de l'Aliança Rebel, exercint de pilot. Després de la destrucció de l'Estrella de la Mort a la batalla de Yavin, Verlaine es va comprometre amb la seva lleialtat a la princesa Leia Organa. Les dos van desafiar les ordres del lideratge rebel i van començar la seva pròpia missió de trobar i protegir els alderaanians supervivents de l'Imperi.
Va fer el seu debut a la sèrie limitada Princess Leia de Marvel Comics, pertanyent al nou canon. Posteriorment apareix a la novel·la canònica Aftermath: Life Debt, la segona part de la trilogia Aftermath.

### Ezra Bridger
Un noi orfe des dels set anys que va néixer i va créixer en el planeta Lothal, situat en els territoris de l'Anell Exterior, subjugats per l'Imperi Galàctic. Es va unir a la tripulació del Ghost. Utilitzava la Força a nivel subconscient i va començar a ser entrenat per Kanan. Durant la seva etapa amb els rebels, Ezra es va dedicar a un propòsit més enllà de la simple supervivència i va veure la seva oposició a l'Imperi com una manera d'honorar el sacrifici dels seus pares. També va créixer com a Jedi, aprenent a controlar els seus poders i utilitzar-los de manera responsable.

## F

### Finis Valorum
Finis Valorum era el Canceller Suprem de la República Galàctica en els anys previs a la batalla de Naboo. El Canceller Valorum, que fins aleshores havia governat la galàxia de manera acceptable, fou derrocat per una moció de censura impulsada per l'aleshores Reina de Naboo, Padmé Amidala, davant de la seva incapacitat de resoldre la crisi per la qual passava Naboo contra la Federació de Comerç, aconsellada pel senador Palpatine. Entre els candidats proposats pel Senat per reemplaçar Valorum es trobava el mateix Palpatine, que seria elegit Canceller Suprem pocs dies després i fou l'últim a ocupar tal càrrec abans que la República es transformés en un imperi.
Apareix per primera vegada a "L'amenaça fantasma". També se'l veu a l'episodi "The Lost One" de la sisena temporada de la sèrie Star Wars: Clone Wars així com nombroses mencions canòniques.
A l'univers expandit (actualment Llegendes), Valorum fou assassinat poc després de la batalla de Geonosis en un atac terrorista atribuït als separatistes. Tanmateix, Valorum s'havia reunit anteriorment amb el Senador Bail Organa i li havia revelat les seves sospites sobre les maniobres polítiques de Palpatine.

### Finn
En FN-2187, més conegut com a Finn, va aparèixer per primer cop a "El despertar de la força". Era un soldat d'assalt i servia al Primer Orde en les instal·lacions de l'estació espacial Starkiller, on, a més de rebre l'ensinistrament militar propi de les tropes, realitzava tasques de sanejament, però les atrocitats de què va ser testimoni el van fer prendre la determinació de desertar. Participa en l'alliberament del pilot de combat i membre de la Resistència Poe Dameron, al costat del qual fuig a bord d'una petita nau de tipus caça TIE, i qui el bateja amb el sobrenom de Finn. El caça tripulat per Finn i Dameron va ser derrocat sobre el planeta desèrtic Jakku, on Finn va donar per mort a Dameron, i es va internar en el desert a la recerca d'un nucli habitat. Finn es va trobar amb una jove drapaire, anomenada Rey, a la qual va ajudar a escapar de forces del Primer Orde, que la perseguien per a aconseguir la informació relativa a Luke Skywalker que contenia l'androide que els acompanyava, BB-8. Per escapar del planeta, utilitzen una nau de desballestament que es troba encallada en voltants, el Falcó Mil·lenari del capità Han Solo. Per convèncer Rei que l'ajudi, Finn es fa passar per un membre de la Resistència.
En companyia de Han Sol, la parella és interceptada per forces del Primer Orde, que a les ordres del malvat Kylo Ren, capturen a la jove Rey davant la presència dels seus companys. Per tal d'ajudar a l'alliberament de la Rey, Finn revela a la Resistència seva veritable identitat, i els detalla els punts febles de l'estació Starkiller, on està confinada la Rey.

### Fives
CT-27-5555, més conegut com a Fives, com ho preferia ell, era un soldat clon. Es va entrenar amb l'Esquadra Domino a Kamino abans de ser enviat a l'avantguarda de la lluna de Rishi. Va sobreviure a l'atac separatista a l'estació, i va ser transferit a la 501ª Legió al costat del seu company i supervivent, Echo. Fives i Echo van ser promoguts a estat de soldat ARC (Comandos de reconeixement avançat) després de la defensa de Kamino dels invasors separatistes. Van ser assignats més tard a la difícil missió d'alliberar presoners de la República de la instal·lació presidiària de Citadel a Lola Sayu. Echo va caure en batalla, deixant a Fives com a únic supervivent de l'Esquadra Domino. Fives va acompanyar el soldat clon Tup a Kamino per fer proves mèdiques i va treballar amb el droide AZI-3 per investigar la veritat, el que el portaria a un secret aterridor sobre els orígens dels clons i provocaria la seva mort.

### Fixer
Laze "Fixer" Loneozner era un antic amic de Luke Skywalker a Tatooine. Les escenes en que apareixia a la pel·lícula original de La guerra de les galàxies van ser esborrades i el personatge va desaparèixer de la continuïtat oficial, juntament amb Camie, fins que van reaparèixer a The Book of Boba Fett.

### FX-7
FX-7 era un androide mèdic assistent de 2-1B que va servir a l'Aliança Rebel a Hoth i en la fragata mèdica quan van escapar del planeta. Amb 21-B van guarir a Luke Skywalker en diverses ocasions.

## G

### Galen Erso
Un brillant científic, Galen Erso va ser obligat a utilitzar cristalls de kyber per millorar els rendiments energètics: va treballar pel seu amic Orson Krennic per crear el superlaser de l'Estrella de la Mort. Galen va fugir al remot Lah'mu amb la seva família, però Krennic el va detenir i el va obligar a reprendre el seu treball. Atrapat, Galen va construir una falla mortal a l'Estrella de la Mort i revelar-la a l'Aliança Rebel.

### Gallius Rax
Gallius Rax va ser el conseller de l'Imperi Galàctic i seu líder de facto durant els darrers mesos de la Guerra Civil Galàctica. Un orfe endurit per la vida al dur desert de Jakku, el nen que abans era conegut com a Galli va créixer fins a convertir-se en un oficial naval a la Guerra Imperial. Almirall a l'època de la Batalla d'Endor el 4 ABY, Rax després va pujar al rang d'Almirall de la Flota, amb el Ravager com a nau insígnia.
Rax era un protegit de Darth Sidious, el Senyor dels Sith conegut per la galàxia que governava com a emperador Palpatine, la mort del qual va iniciar un pla de contingència per destruir l'Imperi Galàctic en cas que aquest el sobrevisquès.
Rax tenia la intenció de sacrificar la majoria dels seus seguidors, salvant només els que considerava essencials per al naixement d'un nou imperi a les regions desconegudes, però no va viure per veure la destrucció de l'Imperi.

### Garazeb "Zeb" Orrelios
Zeb Orrelios és un hàbil guerrer Lasat, entrenat en el seu planeta natal, el passatemps favorit del qual és colpejar Stormtroopers. Manté una relació fraternal amb Ezra.

### General Draven
Veterà de les Guerres Clons, Davits Draven representa l'Aliança d'Intel·ligència al consell rebel. Amb l'Aliança massa mal equipada per oposar-se directament a l'Imperi, Draven i els seus agents treballen a l'ombra, lliurant la guerra mitjançant sabotatges, infiltracions i assassinats. Va morir sacrificant-se per guanyar temps per l'aliança per sobreviure a una trampa.

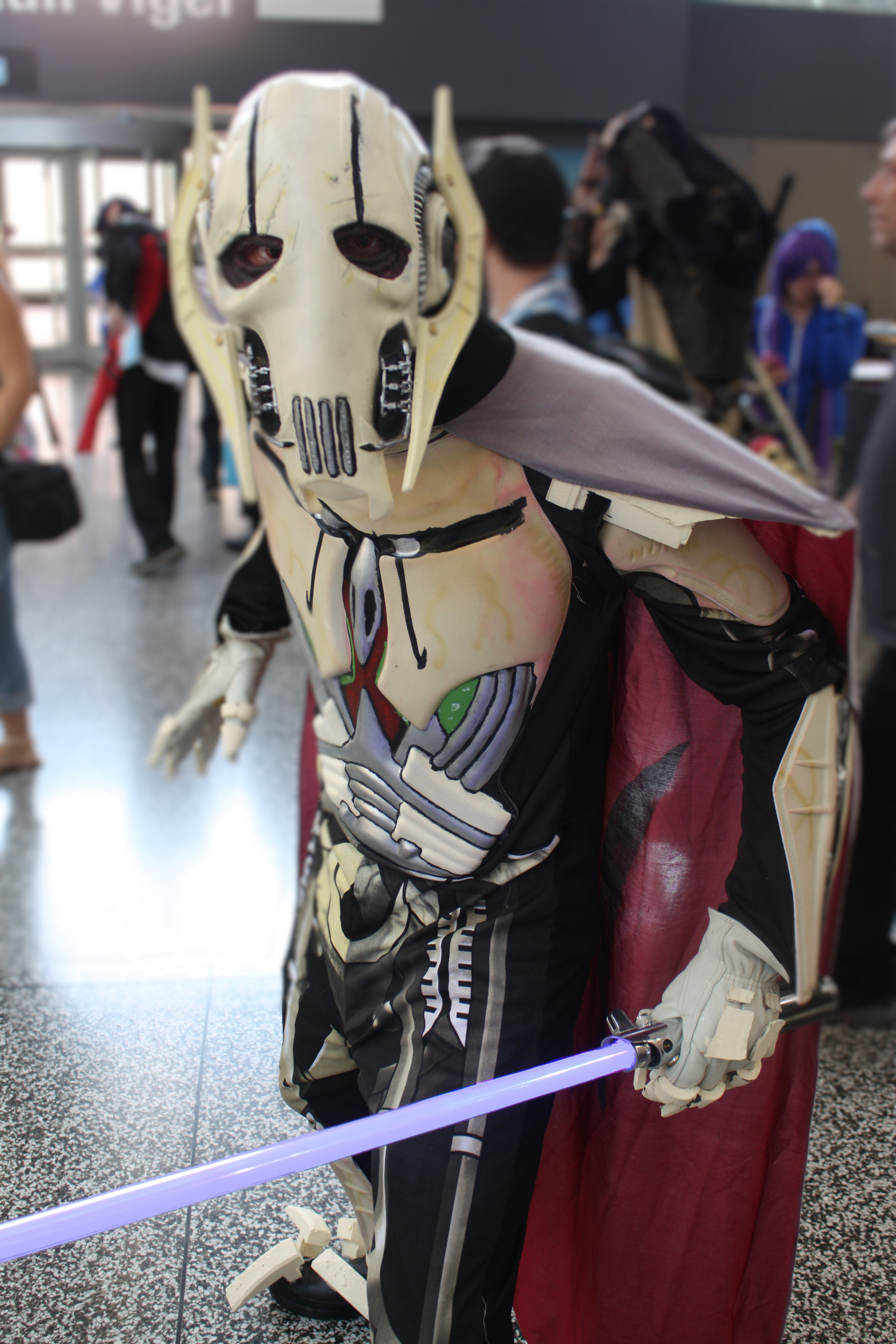
cosplayer del General Grievous.

### General Grievous
El general Grievous va ser un brillant estrateg militar separatista i un temible caçador Jedi, conegut per la seva crueltat. El seu propi cos era una arma que li permetia fer ràpids cops de llamps i cops devastadors. Però també s'afanyava a escapar, una tàctica que va funcionar fins a una última enfrontament amb Obi-Wan Kenobi.

### General Hux
Un oficial jove i despietat de la Primera Ordre, el general Hux té total confiança en les seves tropes, mètodes d'entrenament i armes. Un rival de Kylo Ren, Hux espera amb impaciència el dia que les innovacions tecnològiques del Primer Orde ajudin a derrocar a la nova república i la Resistència odiades, i considera que és el seu destí governar la galàxia.

### General Madine
El general Madine, estava especialitzat en accions encobertes per a l'Aliança Rebel, fent una guerra en secret contra les tropes imperials i els propis agents encoberts de l'Emperador. Els seus plans van culminar amb l'operació de destruir el generador d'escuts a la Lluna del Bosc d'Endor.

### General Rieekan
Un veterà cansat de batalla de les Guerres Clon, Carlist Rieekan va servir a l'Aliança Rebel en la seva lluita contra l'Imperi Galàctic, comandant forces rebels a Hoth. Rieekan era natiu d'Alderaan i la destrucció del seu món natal el va perseguir. Després que Han Solo i Chewbacca van descobrir un droide sonda imperial a Hoth, Rieekan va ordenar l'evacuació immediata de la Base Echo. La decisió no era popular: el personal rebel amb prou feines havia completat la duríssima tasca d'establir la base, però la precaució de Rieekan va impedir que la batalla de Hoth fos una derrota total i va ajudar a salvar l'aliança.

### General Veers
Un oficial tranquil i eficient, va liderar l'assalt imperial a Hoth, que va dirigir els seus caminants AT-AT a través de les planes congelades del planeta i va destruir els grans generadors que alimentaven l'escut energètic protector de la base rebel.

### Giel Ackbar
Giel Ackbar era un alienígena Mon Calamari, del planeta del mateix nom. Almirall de la flota de l'Aliança Rebel i enemic acèrrim de l'Imperi Galàctic. En els temps de l'antiga República Galàctica va servir guiant al seu poble líder del consell Mon Calamari. Va ser posteriorment esclavitzat quan l'Imperi Galàctic va sorgir i va acabar com a esclau del Gran Moff Tarkin, fins que va ser rescatat per l'aliança i recuperà el lloc d'honor que li corresponia.

### Gobi Glie
Lluitador per la llibertat del seu món natal, Ryloth, Gobi és un amic íntim de Cham Syndulla i la seva família. Tot i que tracta a la jove filla de Cham, Hera, com una neboda, la seva insistència a implicar la nena en espionatge, vols i negocis d'armes al mercat negre posa en perill la nena i posa Gobi en desacord amb els seus pares, a més de les tensions polítiques, ja que Cham li dona les armes a l'Imperi deixant a Ryloth, segons l'estimació de Gobi, indefens.

### Gran Inquisidor
El Gran Inquisidor és un misteriós i sinistre agent imperial de la raça Pau'an enviat per Darth Vader amb l'objectiu de rastrejar i assassinar als Jedis supervivents a l'Ordre 66.

### Greedo

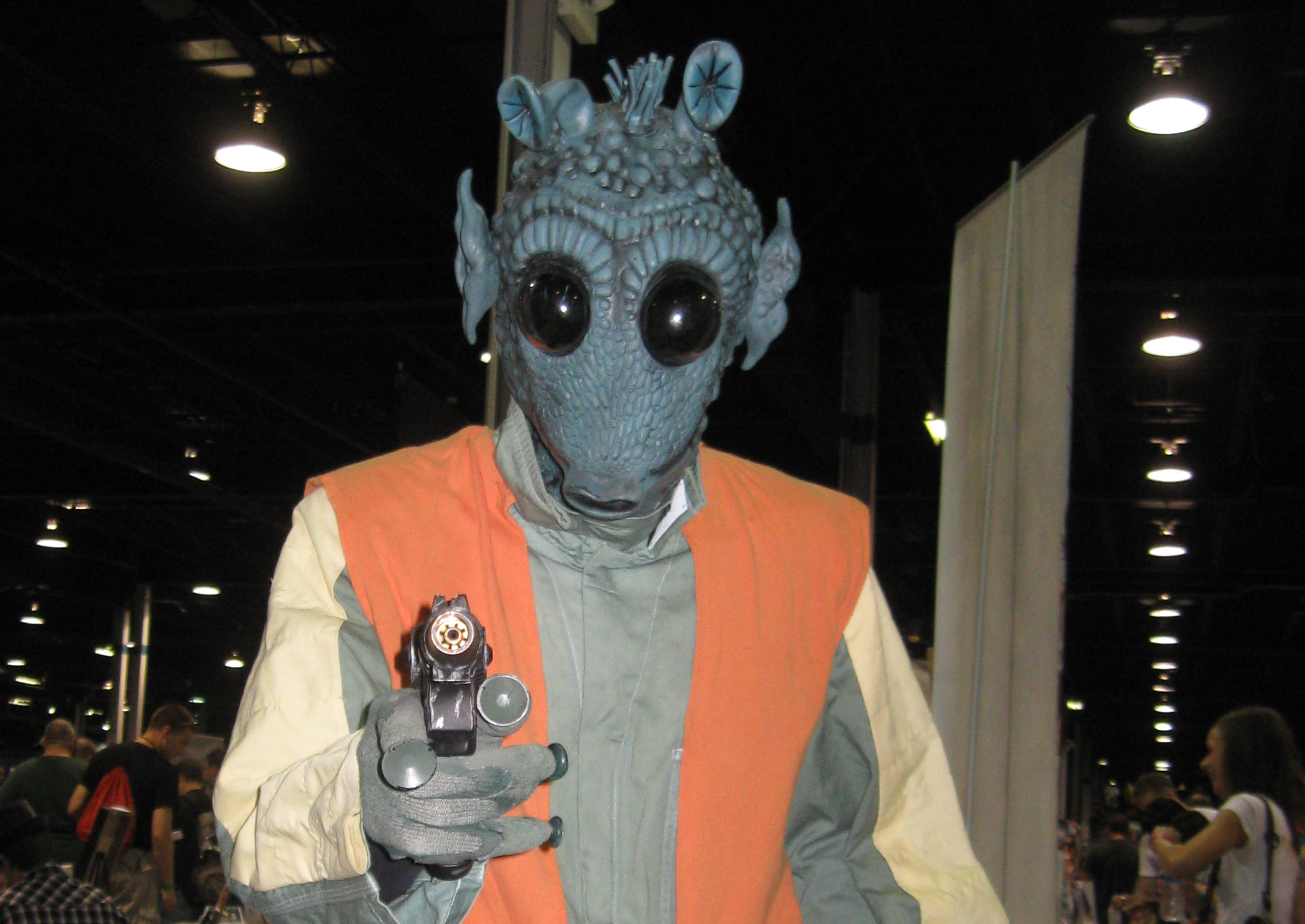
cosplayer de Greedo.

Greedo era un caça-recompenses de l'espècie Rodian, que servia a Jabba el Hutt. Va tenir una carrera llarga i es va tornar bastant famós en el planeta Tatooine. Fins que un dia Jabba el va enviar a cercar a Han Solo en la Cantina de Mos Eisley on, després d'una confrontació verbal, Han Solo el va disparar una sola vegada, i així va posar fi a la seua vida criminal.
Greedo havia estat un dels amics d'Anakin Skywalker en la seva infància, però es van barallar després de la carrera de baines perquè Greedo va dir que Anakin havia fet trampes. Durant la seva joventut va ser contractat per la Federació de Comerç per a segrestar les filles del president Papanodia del planeta Pantora. El president va descobrir que ell havia segrestat les seves filles després d'analitzar una mostra de sang que el caça-recompenses havia deixat en l'escena del crim.
Va viure amb el seu germà petit, Pqweeduk, fins que l'imperi va matar la seua família, Greedo va escapar i es va unir a Jabba el Hutt, qui estava ansiós per reclutar caçadors rodians, ja que eren temeraris, treballaven amb una paga mínima i servien com a grans aperitius per al Rancor si faltaven als seus favors. Treballar per Jabba seria una perfecta manera perquè Greedo incrementara el seu estatus i la seua poder com caça-recompenses. Quan Jabba va premiar a Greedo amb l'exclusivitat de fer que Han Solo pagara vells deutes, el rodià va veure La Galàxia en les seues mans, ja que el corellià era un premi molt alt.

### Gregor
Un comando d'elit, CC-5576-39 va sobreviure a un accident de llançadora que el va deixar encallat en el llunyà món d'Abafar, sense memòria ni identitat. Va ser trobat i rehabilitat pel senyor Borkus, un propietari sense escrúpols de la ciutat de Pons Ora. Quan els agents de la República de D-Squad van descobrir a Gregor, van tornar a relligar els seus records de servei i honor, i el comandament va recuperar la seva armadura i van lluitar per assegurar que D-Squad duia a terme la seva missió crucial.
Anys després de la finalització de les Guerres Clonals, juntament amb el Capità Rex i el comandant Wolffe es trobaven a les planes de Seelos buscant les joopa. Va ser llavors quan es van trobar amb la tripulació del Ghost, enviada per Ahsoka Tano. Després que Kanan vacil·lés a la seva confiança, Rex va revelar que els tres clons es van treure els seus xips abans de l'Ordre 66.

## H

### Han Solo
Han Solo era el capità del Falcó Mil·lenari que es va unir a la rebel·lió i es va casar amb Leia Organa. Va ser assassinat pel seu fill, Ben, després d'un intent fallit de convertir el seu fill des del costat fosc.

### Hera Syndulla
Hera Syndulla és una Twi'lek, filla de Cham Syndulla i una extraordinària pilot, a més de ser la propietària del Ghost. Filoni la va descriure com «un personatge de mentalitat forta, el cor del grup, que manté a tots units quan d'una altra manera no podrien». L'amor d'Hera per les naus estel·lars va començar jove quan somiava viure amb el seu propi ofici i travessar la galàxia segons els seus propis termes. Tot i que els seus pares eren cautelosos sobre els interessos de la seva filla, l'amic de la seva família Gobi Glie la va ajudar a calmar la seva curiositat ensenyant-la a volar amb la seva pròpia nau. No obstant això, algunes de les idees de Gobi van fer que la jove Hera tingués problemes amb els seus pares i, almenys en una ocasió, amb l'Imperi.
El pare de Hera Syndulla, Cham, era un lluitador per la independència dels Twi’lek sospitós de les autoritats, habilitat per al lideratge i capacitat d'equilibrar la lleialtat als que estaven al seu comandament amb una dedicació inquebrantable a un objectiu més gran. La filla de Cham va aportar moltes d'aquestes mateixes qualitats a la lluita contra l'Imperi sobre Lothal. Va fer el millor ús de les diverses habilitats de la seva tripulació, va treballar per evitar que perdessin la fe en la seva missió i va protegir el secret del misteriós agent rebel Fulcrum.

### Hondo Ohnaka
Un Weequay dur i pragmàtic, Hondo Ohnaka va liderar una famosa colla pirata de la vora exterior de la seva seu a Florrum. Antic company de Jango Fett i un antic amant d'Aurra Sing, Ohnaka va guanyar fama durant les Guerres clon quan va segrestar el comte Dooku, Obi-Wan Kenobi i Anakin Skywalker i va intentar rescatar els tres per un gran pagament. Des d'aquest incident, va mantenir una relació peculiar amb la República, respectant els cavallers Jedi, però no per això deixar escapar les oportunitats de robar-los o trair-los. Durant l'època de l'Imperi, Ohnaka va continuar fent operacions en solitari.

## J

### Jabba el Hutt

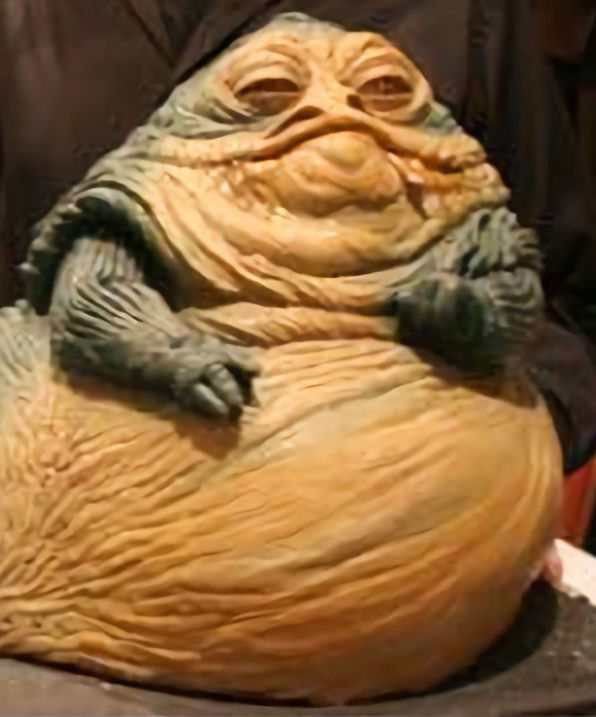
Marioneta de Jabba el Hutt

Jabba el Hutt, el nom sencer del qual era Jabba Desilijic Tiure era un Hutt que tenia al voltant de 600 anys, tenia com el seu braç dret a Bib Fortuna, cap criminal i gàngster que emprava a un sèquit de criminals, caça-recompenses, contrabandistes, assassins i guardaespatles. El palau de Jabba el Hutt en el planeta desèrtic de Tatooine era un monestir d'un grup de místics coneguts com els monjos B'omarr. En ell mantania al seu elenc d'artistes, esclaus, androides, i criatures alienígenes. Jabba tenia un sentit de l'humor bastant tètric, un riure arrogant, un apetit insaciable, i afinitats per a apostar, per a torturar, i per a les esclaves. El va matar la princesa Leia Organa, amb les cadenes amb la qual ell la retenia al seu costat a la pel·lícula Star Wars Episode VI - Return of the Jedi (1983), on va aparèixer per primer cop.

### Jagged Fel
A les "Llegendes", Jagged Fel, conegut com a Jag pels seus amics o Fel I després de convertir-se en emperador, va ser un excel·lent pilot que, igual que el seu pare, el General Baró Soontir Fel, es va dedicar a una vida de servei militar i més tard es va convertir en el Cap d'Estat del Romanent Imperial i en el primer Emperador de l'Imperi Fel. Es va casar amb Jaina Solo.

### Jaina Solo
Jaina Solo i el seu germà bessó Jacen van ser creats per Timothy Zahn, mencionats per primera vegada a la novela de "Llegendes" Heir to the Empire (1991), no apareixen fins a la posterior The Last Command, també de Zahn. És la filla gran de Han Solo i Leia Organa Solo i té un altre germà petit, Anakin Solo. Ha aparegut a diverses noveles i còmics de "Llegendes" i al joc Star Wars Miniatures. Va ser entrenada com Jedi i després de la guerra amb els Sith es va casar amb l'imperial Jagged Fel.

### Jan Dodonna
General i líder de la base rebel de Yavin IV que planeja l'atac a la primera Estrella de la mort a "Una nova esperança". També apareix a "Rogue One", la sèrie animada "Rebels" i en còmics de Marvel Comics. Es va sacrificar per salvar la rebel·lió.

### Jango Fett
Jango Fett era un dedicat caça-recompenses i un expert en el combat cos a cos. Posseïa una armadura mandaloriana, la qual incloïa un casc que li donava una respectable aparença, però no era una simple armadura: estava acompanyada d'un arsenal d'armes i utilitats, incloent filoses navalles retractables, un arpó, blísters i altres eines més exòtiques. En combat, Jango feia servir la seva motxilla de propulsió per a obtenir avantatge de velocitat i altura sobre els seus enemics. A més, la motxilla de Jango també estava carregada amb un coet que podia ser llançat des de la mateixa esquena de Jango. Per a viatges interestel·lars, Jango viatjava a bord de la seva nau l'Esclau I.
Va adoptar un dels seus clons, Boba Fett, que no havia estat alterat genèticament i va viure amb ell al planeta Kamino on el va ensinistrar. Va morir a Geonosis decapitat pel Jedi Mace Windu.

### Jar Jar Binks
Jar Jar, amfibi gungan del planeta Naboo, era un exiliat d'Otoh Gunga. Durant la invasió de Naboo, Qui-Gon Jinn es va trobar amb aquest gungan i el va salvar. El seu sentit de l'honor el va unir al Jedi de per vida, si bé al principi Qui-Gon preferia no haver-lo d'aguantar i Obi-Wan Kenobi el considerava un ésser molest que calia aguantar i poc més, però el gungan va demostrar de seguida que podia ésser útil quan li va dir al Jedi de l'existència d'una ciutat subaquàtica a la qual podien refugiar-se i escapar de les forces de la Federació de Comerç. Quan la nau Reial va arribra a Tatooine just després d'escapar de Naboo, Qui-Gon Jinn es va dirigir a Mos Espa a la recerca de recanvis per a la hiperpropulsió i Jar Jar el va acompanyar, sabent que el gungan l'ajudaria a passar desapercebut entre la població d'estranys éssers de la ciutat.
Jar Jar Binks fou enviat a Coruscant com a representant dels Gungan davant del Senat Galàctic. Més endavant acabà reemplaçant a la senadora Padmé Amidala del seu rol de casos extrems, arribant així al cas de donar poders especials a Palpatine per crear un exèrcit al servei de la República Galàctica.

### Jek Porkins
Jek Porkins va ser un pilot i comerciant que va abandonar el món de la seva terra quan l'Imperi es va traslladar i va desenvolupar una nova base militar. El pilot rebel soterrat va volar una X-wing a la batalla de Yavin sota el signe anomenat Vermell 6. La seva X-wing va patir un problema mecànic al principi de la batalla, deixant-lo lluitant per maniobrar. Abans que Porkins o el seu droide astromecànic poguessin solucionar el problema, un dels turbolasers de l'Estrella de la Mort va encertar al seu X-wing, incinerant-lo i matant a Porkins instantàniament.

### Jyn Erso

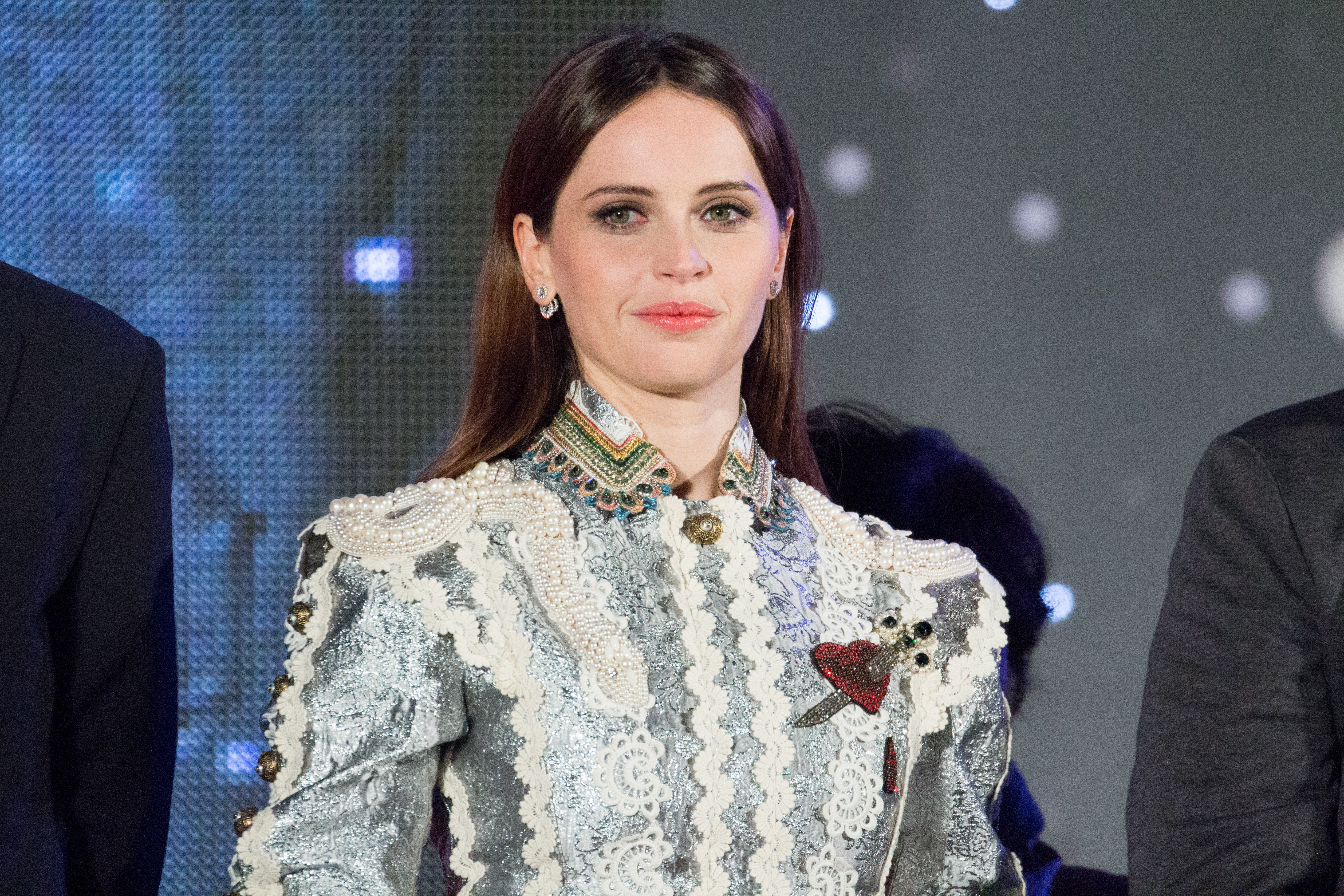
L'actriu Felicity Jones a l'estrena de Rogue One al Japó (2016).

Posant les seves habilitats en una causa més gran, Jyn Erso és impetuosa, desafiant i desitjosa de portar la batalla a l'Imperi Galàctic. Acostumada a operar sola, troba un propòsit més elevat assumint una missió desesperada per a l'Aliança Rebel.
El personatge va aparèixer per primer cop de nena a la novel·la preqüela Catalyst per James Luceno, publicada a novembre de 2016. Poc després apareixia a la pel·lícula Rogue One, interpretada per Felicity Jones. Posteriorment protagonitza la novel·la Rebel Rising per Beth Revis i alguns episodis de la websèrie animada Star Wars Forces of Destiny amb les veus originals de Felicity Jones a la temporada 1 i de Helen Sadler a la temporada 2. Aquestes aparicions se situen entre el pròleg i la narració principal de Rogue One.

## K

### K-2SO
Un droide de seguretat imperial reprogramat per ser fidel a l'Aliança Rebel. El droide pragmàtic era un agent d'inserció eficaç, ja que podia integrar-se perfectament en instal·lacions i llocs avançats imperials.

### Kallus
L'Agent Kallus era un membre de l'Oficina de Seguretat Imperial que s'encarregava de detectar i perseguir cèl·lules rebels.

### Kanan Jarrus
Kanan Jarrus era un Jedi supervivent a l'Ordre 66. Al passar a la clandestinitat, va deixar els camins de la La Força durant un temps, substituint el seu sabre de llum blava per un blàster. El seu nom de naixement era Caleb Dume, però al passar a l'exili va canviar el seu nom a Kanan Jarrus. Arrogant i sovint sarcàstic, va passar anys fent tasques estranyes, sense cap propòsit per a la seva vida. Però això va canviar quan va conèixer Hera Syndulla. Els dos es van fer amics íntims i els líders d'una cèl·lula rebel que s'oposava a l'Imperi al món exterior de Lothal. Jarrus estava ansiós per ajudar i lluitar contra l'Imperi Galàctic. Després de conèixer a Ezra Bridger, un noi de quinze anys sensible a la força, es va convertir en el seu mentor, tot i que ell mateix no havia completat el seu entrenament.

### Kassius Konstantine
Kassius Konstantine va ser un almirall de l'Imperi que manava a la flota imperial del sistema Lothal. En principi sota les ordres de l'Inquisidor, tot i que serà posat sota les ordres de l'Agent Kallus i posteriorment del Lord Sith Vader i del Gran Almirall Thrawn. Tenia una gran lleialtat a l'Imperi.

### Kazuda Xiono
Kazuda Xiono, de malnom "Kaz", va ser un pilot militar, i més tard un espia de la Resistència que va servir durant els anys següents a la conclusió de la Guerra Civil Galàctica. Fill del Senador Hamato Xiono, Kazuda va servir amb els Starfighter Corps de la Flota de Defensa de la Nova República durant la guerra freda; moment en què la Resistència el va reclutar per a espiar els moviments Primer Orde. Com a resultat, va ser enviat al Colossus—una estació/ plataforma de subministrament independent situada al planeta Castilon de l'Anell Exterior— on el Comandant Poe Dameron li va ordenar que reunís informació relativa a quin era el sentir de la població local.

### Ki-Adi Mundi
En Ki-Adi-Mundi era un dels millors jedi de la galàxia membre del consell jedi. Era amic dels mestres Plo Koon, Depa Billaba, Orion Sdert i del Comte Dooku. Va liderar moltes batalles, sent un dels pocs mestres jedis que va sobreviure a la batalla de Geonosis. Era un mestre savi i un bon espadatxí, però la sorpresa de l'atac clon va posar fi a la major part dels mestres jedis. Va morir en una batalla en el tercer episodi a mans dels clons dirigits pel Comandant Bacara. Va ser aprenent del mestre Yoda. Apareix en els episodis: L'amenaça fantasma, L'atac dels clons i La venjança dels Sith.

### Kylo Ren
Ben Solo és fill de Han Solo i Leia Organa i va ser introduït en la pel·lícula de 2015 Star Wars episodi VII: El despertar de la força. Ben Solo es converteix en un guerrer fosc, amb un poderós domini de La Força, i adoptant el nom de Kylo Ren, sent un membre principal del Primer Orde.

## L

### L3-37
Un droide construït per ell mateix a partir d'un astromecànic i parts de droide de protocol, és un navegador il·luminat que es preocupa profundament pels drets dels droides. Té la capacitat de connectar-se directament amb el navicomputador del Falcó Mil·lenari. L'hàbit de L3-37 de parlar de la seva ment i la seva implacable defensa dels mecànics poden alienar els éssers orgànics. Va aparèixer per primera vegada a Solo: A Star Wars Story.

### Lando Calrissian
Lando Calrissian és un home de negocis i un canalla. Antic amic de Han Solo a qui va trair a "L'imperi contraataca", enganyat per Darth Vader. Va ajudar els seus amics a escapar i, posteriorment, a rescatar-lo i va liderar l'atac espacial de l'Aliança Rebel contra la segona Estrella de la Mort a "El retorn del Jedi".

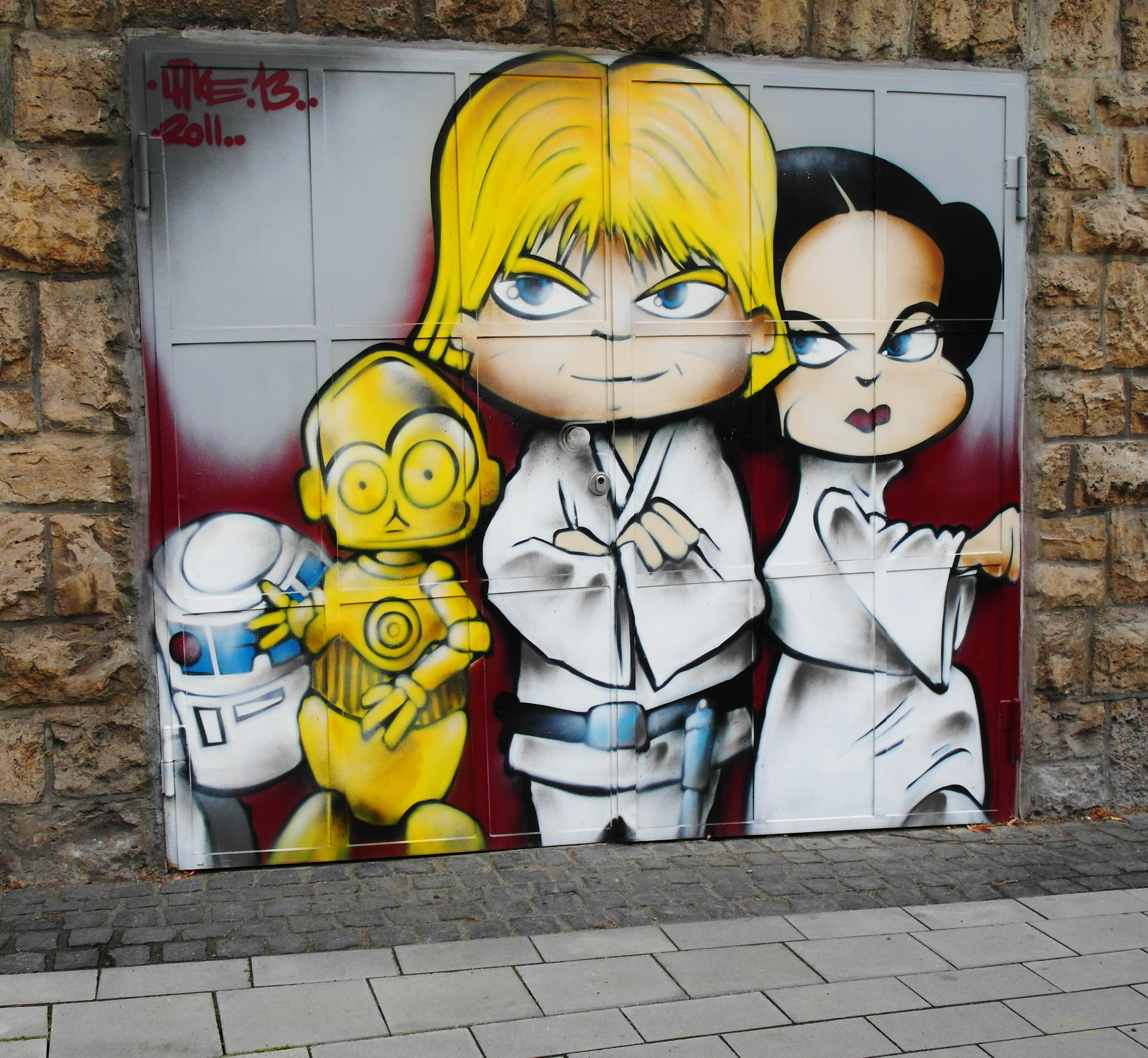
grafiti de Luke Skywalker, la Princesa Leia Organa i els seus droides R2-D2 i C-3PO a Viktoriaallee a Aquisgrà

### Leia Organa
Leia Organa Solo era una princesa i senadora d'Alderaan sensible a La Força. Juntament amb els seus companys, Luke Skywalker i el capità Han Solo, va servir al costat de l'Aliança Rebel. Es va casar amb Solo i van tenir un fill, Ben Solo, qui va ser seduït pel costat fosc de la Força adoptant el nom de Kylo Ren. Leia es fundadora i general de la Resistència contra el Primer Orde.

### Lirin Car'n
Lirin Car'n era un Bith mascle, jugador de kloo horn i membre dels Figrin D'an. Fill del reconegut jugador de kloo horn Lirin D'avi, era un músic amb talent, però no li agradava tocar professionalment. Apareix per primera vegada a "La guerra de les galàxies" i, posteriorment, a la novel·la antològica From a Certain Point of View, als capítols "Not For Nothing", escrit per Mur Lafferty i "The Kloo Horn Cantina Caper", obra de Kelly Sue DeConnick i Matt Fraction.

### Logray
Era el xaman del poble Ewok d'Endor. Els rituals de Logray havien d'assegurar que la seva tribu es mantingués en harmonia amb els esperits dels boscos d'Endor. Quan van veure a C-3PO a qui van confondre amb un déu daurat, Logray va ordenar el sacrifici dels altres aliens en l'honor d'aquesta deïtat, només per incórrer en la ira del déu.

### Lor San Tekka
Un llegendari viatger i explorador, va ser per molt temps aliat de la Nova República i la Resistència. Després de la batalla d'Endor, San Tekka va ajudar a Luke Skywalker a recuperar la història secreta dels Jedi que l'Imperi Galàctic havia intentat esborrar. Després es va retirar a viure simplement a Jakku, on va seguir els dictats de l'església de La Força, una vegada prohibida. Leia Organa va enviar Poe Dameron a la recerca de San Tekka, que li va donar una part d'un mapa que revelava el planeta de l'exili de Luke. San Tekka va ser assassinat per Kylo Ren, que buscava la mateixa informació.

### Luke Skywalker
Luke Skywalker era un humà sensible a La Força, va ser un llegendari mestre Jedi que va lluitar a la Guerra Civil Galàctica durant el regnat de l'Imperi Galàctic. Juntament amb els seus companys, la princesa Leia Organa i el capità Han Solo, Skywalker va servir al costat de l'Aliança Rebel. Després de la guerra, Skywalker es va convertir en una llegenda viva i va ser recordat com un dels grans Jedi de la història galàctica.

### Lyra Erso
Geòlega amb un ampli coneixement de cristalls, Lyra Erso va ajudar el seu marit Galen amb la seva feina abans de participar en el projecte d'enriquiment energètic d'Orson Krennic. Sospitant profundament de Krennic i de l'Imperi Galàctic, Lyra va creure en La Força i va intentar compartir la seva fe amb la seva filla Jyn. Quan Krennic va seguir els Ersos a Lah’mu, ella va arriscar-se per protegir la seva família.

## M

### Mace Windu
Mace Windu és un dels membres del Consell Jedi, on va entrar en el seu trentè natalici, i era un dels millors jedi de tota la galàxia. Procedent de Haruun Kal, després de la mort dels seus pares va ser enviat a l'Orde Jedi amb només 6 mesos de vida. Es diu que és tant o més mortal que el Mestre Yoda. És instructor de la forma de lluita VII, només els mestres que són experts en distintes formes poden arribar a la forma VII, ja que és un estil de lluita arriscat, car s'apropa a la concepció sith del combat físic.
És un jedi senzill, així ho denoten els seus vestits. Però, té un toc que el fa diferent a la resta: la seva espasa de llum púrpura.
Apareix per primer cop a "L'amenaça fantasma", interpretat per l'actor Samuel L. Jackson i a la resta de la trilogia preqüela. També apareix a la sèrie d'animació "Star Wars: Clone Wars". Ha protagonitzat una minisèrie canònica de Marvel Comics de cinc números: Star Wars: Mace Windu (2017-2018). Ja havia protagonitzat un especial de Dark Horse Comics: Star Wars: Jedi - Mace Windu (2003) que actualment forma part de Llegendes, fora del cànon.

### Mas Amedda
Mas Amedda era el vicecanciller del Senat galàctic i cap provisional del Consell de govern imperial, instal·lat. per Gallius Rax com a líder titella de l'Imperi després de la mort de Palpatine. Amedda lliura formalment l'Imperi a la Nova República.
Apareix per primer cop a "L'amenaça fantasma" i la resta de la trilogia preqüela, interpretat per Jerome Blake i David Bowers. També apareix a la sèrie d'animació "Star Wars: Clone Wars".

### Maz Kanata
Maz Kanata té més de mil anys, un ésser diminut i amb una vasta experiència per a sobreviure a l'inframón. Des del seu castell de Takodana Maz ha vist que poders galàctics aixecar-se i caure i ha sentit com la La Força reflecteix i flueix, buscant l'equilibri entre la foscor i la llum. Ha ajudat a molts joves contrabandistes oferint-los crèdits, equipament o connexions, i a molts vells amics a redescobrir el camí perdut.
Va ser testimoni de la visió de la Força de Rey i la va instar a prendre l'espasa de llum de Luke Skywalker, una de les moltes curiositats de la seva extensa col·lecció d'objectes. Rey aclaparada s'hi va negar, llavors Maz va donar l'arma Jedi a Finn, sabent que el seu destí estava interconnectat amb el de Rey. Quan van sortir els seus convidats, va començar les reparacions del seu castell necessàries després de l'atac del Primer Orde.
Apareix per primer cop a "El despertar de la Força", interpretada per Lupita Nyong'o i té un cameo a "Els últims Jedi".

### Micah Giiett
Micah Giett era un mestre jedi humà que va morir en la disputa contra els Yinchorri uns anys abans de la batalla de Naboo. Era membre del Consell Jedi. Quan va morir, el seu seient va ser ocupat pel jedi Ki-Adi-Mundi. Micah Giett era molt amic dels mestres Jedi Plo Koon i Qui-Gon Jinn. Proper a Plo Koon, el Mestre Giett té el costum d'intercanviar amb aquest paraules que un observador exterior jutjaria probablement punyents mentre que denoten al contrari la profunda amistat que els uneix. Encarregat de l'aprenentatge de Bultar Swan, Giett és d'altra banda un dels rars jedis que prefereix combatre amb dos sabres (de color groc). Enviat en missió sobre el planeta Yinchorr poc temps abans dels esdeveniments relatats a The Phantom Menace, Micah Giett se sacrifica per tal de salvar els jedis que l'acompanyen (entre els quals el mestre Koon) i els permet alhora guanyar. Va ser reemplaçat al Consell per Ki-Adi-Mundi, llavors simple Cavaller. Quant a la seva padawan, continua el seu aprenentatge al costat de Plo Koon.
Pertany als còmics de Llegendes. El seu debut es va produir a Jedi Council: Acts of War de Dark Horse Comics (2000).

### Mon Mothma
Senadora republicana com a representant de Chandrila, va arribar a destacar políticament durant la crisi separatista i les guerres clon quan, juntament amb aliats com els senadors Bail Organa i Padmé Amidala, es va convertir en una defensora sincera de la pau entre la República Galàctica i la Confederació de sistemes independents. També es va oposar a l'augment del poder executiu donat al canceller suprem Palpatine, que va transformar la República en l'Imperi al final de la guerra. Treballant en secret, va ajudar a fundar l'Aliança Rebel i va servir com a líder civil durant la llarga lluita contra l'Imperi. Després de la formació de la Nova República va ser triada com la primera cancellera del Senat. El final de la cancelleria de Mothma per malaltia va posar fi a un període d'unitat a la República, amb diverses faccions polítiques, com ara els centristes i els populistes, que van mostrar el seu desacord sobre el millor futur del nou govern.
Apareix per primer cop a "El retorn del Jedi" interpretada per Caroline Blakiston, i posteriorment a "La venjança dels Sith" i "Rogue One: A Star Wars Story" per Genevieve O'Reilly. També apareix a les sèries d'animació "Star Wars: Clone Wars" i "Star Wars Rebels" a part de llibres i còmics.

## N

### Nien Nunb
Nien Nunb, natural de Sullust, era un contrabandista que va lluitar tant per l'Aliança Rebel com per la Resistència durant la seva llarga carrera. Un pilot expert, va exercir de copilot de Lando Calrissian a bord del Falcó Mil·lenari durant la Batalla d'Endor, va volar una X-wing en la incursió sobre la base de Starkiller i va sobreviure a l'assalt del Primer Orde contra Crait.

### Nute Gunray
Els neimoidians són coneguts per les seves habilitats empresarials, però Nute Gunray, virrei de la Federació de Comerç, era més despiatat que la majoria. Va ser Gunray qui va conspirar amb el Lord Sith Darth Sidious per iniciar el bloqueig i la posterior invasió de Naboo. Un cop el planeta va estar assetjat, Gunray va intentar obligar la reina Amidala a signar un tractat que legitimés l'ocupació. Amidala va escapar i va tornar a infiltrar-se en el seu propi palau provocant la detenció de Gunray per funcionaris de la República. Gunray va ser reclòs per respondre pels seus crims, però va evadir-se i va mantenir el seu lloc.
En els darrers dies de les Guerres Clon, Gunray i els altres membres del Consell Separatista es van convertir en refugiats, amagats pel general Grievous quan les tropes de la República van tancar-se. Al final de la guerra, Sidious va enviar a Anakin Skywalker a Mustafar per matar a Gunray i els seus camarades. El Jedi caigut ho va fer encantat.

## O

### Obi-Wan Kenobi
Mestre Jedi savi i hàbil que forma a Anakin Skywalker i més tard al fill d'aquest, Luke Skywalker. Va ser el padawan de Qui-Gon Jinn, que va ser assassinat per Darth Maul, al que ell va matar aparentement. Membre del Consell Jedi Jedi, Obi-Wan també és un General Jedi durant les Guerres clon. Mata al General Grievous. Va ser un dels supervivents de la Gran Purga Jedi i es va retirar a Tatooine per guiar a Luke. Es va sacrificar lluitant amb el seu antic aprenent padawan Anakin, que s'havia convertit en Darth Vader. Kenobi es va convertir en un esperit de la Força i va poder seguir guiant a Luke en el camí per convertir-se en cavaller Jedi.

### Orson Krenik
Com a director d'investigacions d'armes avançades per a l'exèrcit imperial, Orson Krennic està obsessionat amb la finalització del projecte de l'Estrella de la Mort, que es va endarrerir durant molt de temps. Un home cruel però brillant, Krennic ha apostat la seva reputació pel lliurament de l'estació de batalla funcional a l'Emperador Palpatine.

### Owen Lars
Oncle i pare adoptiu de Luke Skywalker a Una nova esperança, Owen i la seva dona, Beru, són assassinats per tropes a la seva casa de Tatooine. En les pel·lícules de precuela, Owen és el fill de Cliegg Lars i el germà d'Anakin Skywalker. Ell i la seva esposa Beru prenen la custòdia de Luke al final de la "Venjança dels Sith".

## P

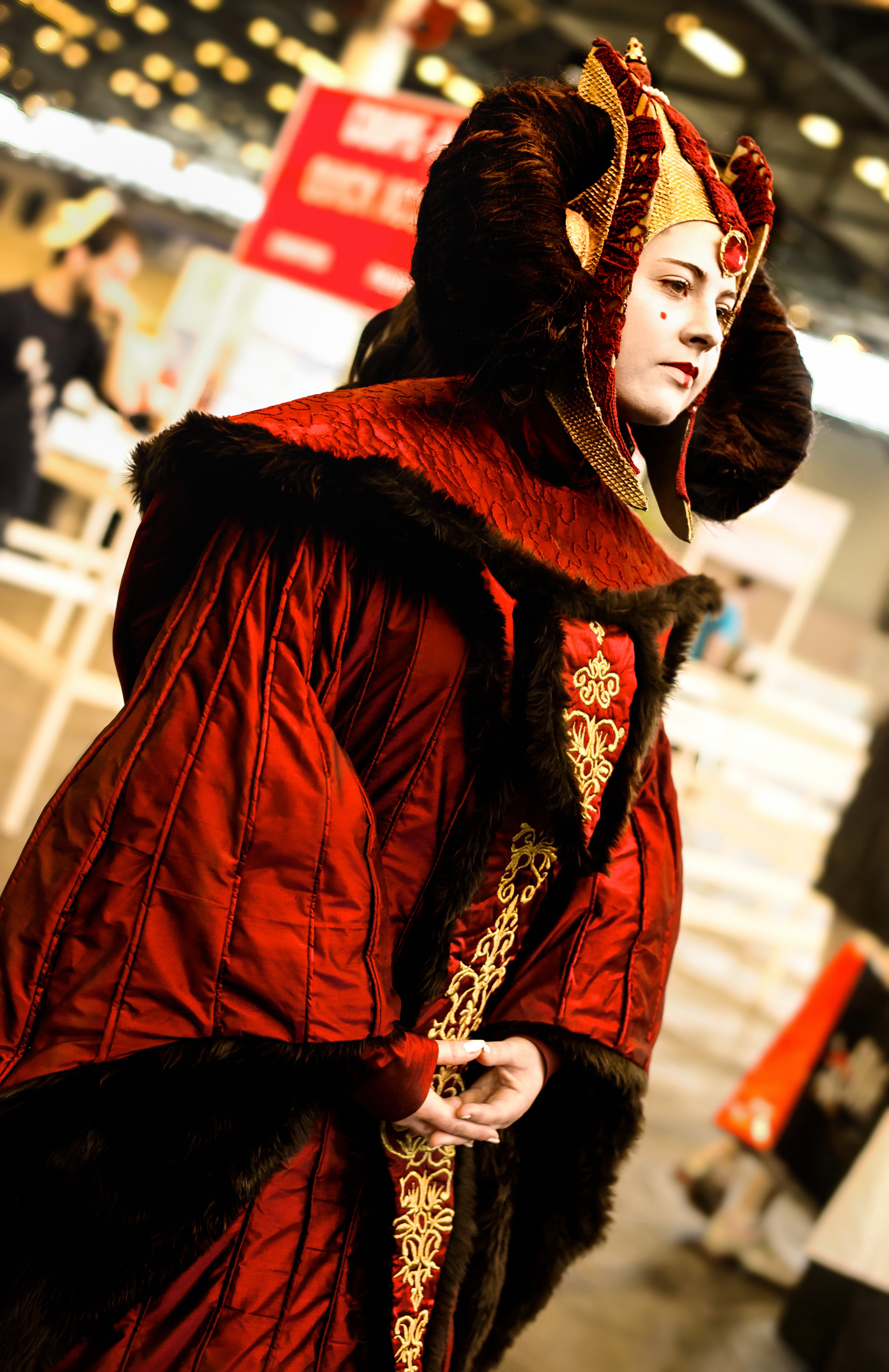
cosplayer de Padmé Amidala

### Padmé Amidala
Padmé Amidala era una senadora humana que representava a Naboo durant els últims anys de la República Galàctica. Abans de la seva carrera al Senat Galàctic, Amidala era la governant elegida de la Casa Real de Naboo. Una idealista política, va defensar la preservació de la democràcia i la resolució pacífica de les Guerres clon. No obstant això, el seu matrimoni secret amb el cavaller Jedi Anakin Skywalker tindria un efecte durador sobre el futur de la galàxia durant les properes dècades.

### Paige Tico
Pilot i artillera de talent, Paige Tico operava les armes del bombarder de la Resistència Cobalt Hammer. Va fugir del sistema Otomok i es va unir a la Resistència amb la seva germana petita Rose.

### Plo Koon
Un Kel Dor de Dorin, Plo Koon, es trobava entre els membres més savis de l'ordre Jedi, respectat per la seva anàlisi dels esdeveniments i la seva tranquil·litat impasible. Profundament preocupat per la vida en totes les seves innombrables formes, Plo es va dedicar especialment a protegir els clons sota el seu comandament. Va compartir un vincle especial amb Ahsoka Tano, a qui havia portat a l'Ordre Jedi quan era petita. Una de les moltes víctimes de l'Ordre 66, el mestre Plo va morir a Cato Neimoidia quan els seus homes van derrocar al seu caces.

### Poe Dameron
Poe és un pilot professional de la Resistència que lluita contra el Primer Orde. És un dels operatius de més confiança de Leia Organa. Un pilot de x-wing condecorat, pot volar qualsevol cosa, cosa que és afortunada tenint en compte la freqüència amb què es produeix un problema. Poe lidera l'atac que destrueix la base de Starkiller. Poe va desobeir ordres de Leia i va destruir un Dreadnought del Primer Orde, en un atac que va costar la vida de molts pilots. Convençut que Amilyn Holdo conduïa la resistència a la ruïna, Poe la va desafiar. Va ajudar a Finn i a Rose Tico a navegar en una desesperada missió de rescat i va dur a terme un motí contra el pla de Holdo per evacuar el creuer. Poe estava agraït en saber que Leia s'havia recuperat, però en lloc d'ajudar a Poe, Leia el va atordir amb un blaster, posant fi a la seva rebel·lió personal. Va dirigir un darrer esforç per aturar el Primer Orde a la superfície de Crait, però va cridar a retirada quan es va adonar que era suïcida. Després va ajudar a conduir els soldats de la Resistència supervivents a la seguretat.

## Q

### Qi'ra
Qi’ra era la tinent de confiança de Llista de personatges de la guerra de les galàxies#Dryden Vos i un operatiu de Crimson Dawn cada cop més important. Es va alçar molt per sobre de les condicions desagradables de la seva joventut a Corellia, on vivia a les clavegueres.

### Qui-Gon Jinn
Qui-Gon va ser un noble cavaller jedi en els temps de l'antiga República. Va ser instruït per una eminència de l'ordre jedi, el comte Dooku. Jinn es va ensinistrar com un home seriós, generós i amable, però també va desenvolupar un criteri propi i certa tossuderia que en la majoria de les ocasions no eren del grat del consell jedi. Va complir amb el seu deure amb distinció, lluitant en diversos conflictes i resolent moltes crisis polítiques. Es va alarmar quan va descobrir que la cobdiciosa Federació de Comerç aconseguia un exèrcit propi i que era la mateixa República a la qual ell defensava qui se'l concedia. Va ser també estret col·laborador del canceller suprem Finis Valorum, a qui va salvar d'un atemptat.
El consell estava convençut que Jinn seria un gran Mestre malgrat la seva ocasional tossuderia, pel que Qui-Gon va prendre com a aprenent padawan el jove noi Obi-Wan Kenobi. Aquest va ser un alumne dòcil i aplicat, demostrant que seria un jedi brillant en un futur, Qui-Gon sabia que a les seves mans tenia un diamant en brut. Va descobrir a Anakin Skywalker a qui va proposar com nou padawan alegant que Obi-Wan ja estava preparat, però va morir en combat amb Darth Maul a "L'amenaça fantasma". Va descobrir la manera de retenir la consciència després de la mort.

### Quinlan Vos
Quinlan Vos és un personatge fictici de l'univers de La Guerra de les Galàxies. És un Jedi originari dels planetes germans Kiffu i Kiffex. Va servir a la República Galàctica durant les Guerres Clon i va ser mestre d'Aayla Secura. Durant un temps, la seva memòria va ser esborrada i va romandre ignorant del seu passat com a Jedi, encara que conservant la seva afinitat amb la Força i va atemptar contra la seva integritat donant un pas al costat fosc de La Força. Finalment a mitjans de les Guerres clon, va trair la República Galàctica i es va unir als separatistes (la Confederació de Sistemes Independets).

## R

### R2-D2
R2-D2 és un heròic droide astromecànic de la sèrie R de color blau construït al planeta Naboo. Amic de C-3PO i Luke Skywalker.

### R5-D4
Era un droide astromecànic de la sèrie R de color vermell que apareixia breument a Star Wars. Els Jawas el va vendre a Owen Lars, juntament amb el droide de protocol C-3PO. Però el motivador de R5 va sorgir mentre es desplaçava, obligant els Jawas a quedar-se'l a canvia de R2-D2.

### Rae Sloane
Rae Sloane va ser una dona humana que servia l'Imperi Galàctic com a oficial. Va contribuir a la supervivència de l'imperi després de la batalla d'Endor. Va aparèixer per primer cop a la novel·la A New Dawn i posteriorment apareix al còmic Kanan núm.12 i a la trilogia de novel·les Aftermath.

### Reina Trios
Trios va ser la reina del planeta Shu-Torun, un planeta situat en la regió de l'Anell Intermedi. Va simular aliar-se amb l'alt comandament de l'Aliança Rebel, per a després parar-los un parany sabotejant les seves naus. En realitat la reina seguia les ordres de Darth Vader, que era qui l'havia entronitzat.

### Rey
Rey Skywalker va ser una drapaire endurida per la vida als greus deserts del planeta Jakku. Després de conèixer l'androide BB-8 i l'exsoldat del Primer Orde Finn es va veure en un conflicte que abastava les galàxies i va saber que la seva vida està sent modelada pel misteriós poder de la La Força. Va buscar a Luke Skywalker, el mestre Jedi perdut, amb l'esperança que ajudaria la Resistència contra el Primer Ordre i l'ajudaria a controlar els seus poders creixents.

### Rose Tico
Rose Tico és una técnica de manteniment que es va unir a la Resistència amb la seva germana Paige després que el Primer Orde arrasés el seu sistema. Una trobada casual amb Finn la va situar a les primeres línies de la nova guerra civil galàctica, i la mort de la seva germana va fer que redoblés els seus esforços per la causa de la Resistència.

### Rune Haako
Un funcionari neimoidià covard, Rune Haako no va reduir la desesperació que va provocar el bloqueig de la Federació de Comerç i la invasió de Naboo. Com a tinent del virrei Nute Gunray, Haako coneixia els plans del seu superior i el misteriós Lord Sith, que era el veritable cervell al darrere de les seves audaces maniobres. Haako, al marge del Sith, va posar en qüestió obertament el judici de Gunray en aquesta aliança terrorífica. Quan la reina Amidala va recuperar la seva capital de Theed, Haako i Gunray van ser capturats i enviats a Coruscant per judici i càstig.

## S

### Sabé
Sabé era la més important del seguici reial de donzelles de la reina Amidala. En situacions de crisi, Sabé i Amidala intercanvien els seus papers. Sabé es convertia en un esquinç, disfressada de reina, mentre que l'Amidala adoptava un vestit senzill de donzella, i portava el seu nom menys formal de Padmé Naberrie. Quan tenien aquest paper, Sabé i Padmé es comunicaven en secret amb senyals subtils per no revelar la seva veritable identitat. Durant la invasió de Naboo de la Federació de Comerç, Sabé es va fer passar per la reina en diverses ocasions. Va fer la seva primera aparició a la pel·lícula The Phantom Menace interpretada per l'actriu britànica Keira Knightley. Posteriorment ha aparegut a còmics i llibres.

### Sabine Wren
Sabine Wren és una mandaloriana experta en explosius, hàbil amb els seus blàsters, sabotejadora, amb vocació artística. Com a part de la tripulació del Ghost, Sabine utilitzava la seva habilitat per a la fabricació de bombes amb gran efectivitat contra l'Imperi i sovint marcaria el seu treball amb etiquetes de pintura en spray. La seva clàssica armadura mandaloriana era notable per incorporar els seus propis estils personalitzats, reflectint el seu esperit rebel creatiu.

### Sana Starros
Sana Starros va ser una dona humana que va viure durant l'època de la Guerra Civil Galàctica. Va afirmar estar casada amb Han Solo, tot i que ell ho va negar, poc després de la batalla de Yavin, però acaba reconeixent que el matrimoni va ser un estratagema.
Va ser creada per Jason Aaron i John Cassaday apareixent per primera vegada al número 4 de la col·lecció canònica Star Wars. Va aparèixer també a la novel·la Last Shot per Daniel José Older, publicada el 17 d'abril de 2018.

### Sarlaac
El Sarlacc descansa a la sorra coneguda com el Gran pou de Carkoon, enterrat excepte per la seva boca massiva i la llengua amb bec. El cau de l'estranya bèstia va ser el lloc de molts espectacles per a Jabba el Hutt, que s'entretenia obligant els presoners a caure a l'obscura falca tentaculada de la criatura.

### Satine Kryze
La líder de Mandalore durant les Guerres Clon, la duquessa Satine de Kalevala va ser una figura controvertida. Anhelava superar el passat violent de Mandalore i va instituir un govern que valorava el pacifisme. Tot i que Mandalore va començar a reconstruir-se sota la seva orientació, l'ombra de les Guerres Clon van dificultar els objectius de la duquessa.

### Savage Opress
Savage Opress va ser una vegada un Nightbrother comú, la capacitat de lluita que va impressionar a Asajj Ventress. Transformat en una guerrer monstruòs per la mare Talzin, Opress es va convertir en el nou assassí i aprenent secret del Comte Dooku. La seva lleialtat, però, va romandre a Talzin. El líder dels Nightsisters va donar a Savage una nova recerca: trobar el seu germà, Darth Maul, que d'alguna manera havia sobreviscut a la seva aparent mort i vivia a l'exili a la vora exterior. Savage va localitzar Maul i es va convertir en la mà dreta del seu germà mentre aquest creava el Shadow Collective, però va morir quan Darth Sidious va enfrontar-se als dos guerrers Sith a Mandalore.

### Saw Gerrera
Un maltractat veterà de les Guerres Clon, així com de la contínua rebel·lió contra l'Imperi Galàctic, Saw Gerrera liderava una banda d'extremistes rebels. Va perdre molt en les seves dècades de combat, però ocasionalment es van produir flaixos del carismàtic i cuidador. Gerrera es va refugiar a l'antic món de Jedha, coordinant una prolongada insurrecció contra l'ocupació imperial. La malaltia de Saw no va defallir la seva voluntat de lluitar.
Apareix inicialment a Star Wars: Clone Wars, passant a Star Wars Rebels i acabant a Rogue One: A Star Wars Story. També té un paper a la novel·la preqüela Catalyst: A Rogue One Novel i es menciona la seva acció a Leia, Princess of Alderaan.

### Sebulba
Un astut i viciós Dug, es va convertir en un dels corredors de podracers amb més èxit de la Vora Exterior. Ja fos recorrent els carrers de Mos Espa o pilotant el seu enorme Podracer taronja, Sebulba era agressiu i arrogant. No estava per sobre d'enganyar per guanyar una carrera i fins i tot recorreria a armes il·legals per intentar derrotar els seus oponents. Sebulba era el vigent campió de Podrace de Mos Espa fins que va entrar al Boonta Eve Classic, on va ser derrotat pel jove Anakin Skywalker, per a la frustració del Dug.

### Shaak-Ti
Shaak-Ti era una alienígena de l'espècie dels togruta, originària del planeta Shili` i membre del Consell Jedi en el planeta Coruscant. El color del seu làser era blau. Shaak-Ti va reemplaçar a la mestra Yaddle en el Consell i va continuar allí una dècada després. Va lluitar en Geonosis i va sobreviure a la gran batalla. Poc després va ser enviada a Kamino per a dirigir la defensa de les instal·lacions clon amb l'ajuda d'Anakin Skywalker i Obi-Wan Kenobi, va aconseguir derrotar les forces separatistes de la Confederació.
Apareix per primer cop a "L'atac dels clons" interpretada per Orli Shoshan. Posteriorment apareix a la sèrie Clone Wars que pertanyia a l'"univers expandit" (actualment Llegendes). A continuació va aparèixer a la sèrie homònima de 2008 que sí és canònica. La seva mort, a mans de Darth Vader va ser esborrada de "La venjança dels Sith", però es va confirmar al llibre Star Wars: Galactic Atlas.

### Sharad Hett
Era un Jedi que va ser l'aprenent padawan del Mestre Eeth Koth. Després de serioses diferències, Hett va desertar de l'ordre jedi i es va ocultar en les llunyanies de la Galàxia. Temps després de la batalla de Naboo, Sharad Hett va reaparèixer en el distant planeta desèrtic de Tatooine, on guiava una rajada de moradors de les arenes. Immediatament el Consell Jedi va enviar a Ki-Adi-Mundi, un Jedi de l'espècie dels Cerean, perquè investigara els albiraments de Hett. Després de seriosos inconvenients, Ki-Adi-Mundi va assolir el fer contacte amb Hett, però no va poder salvar-lo de la infalible Aurra Sing. Aquesta caça-recompenses va posar fi a la vida de Sharad Hett i quasi venç al mestre Mundi. A'sharad Hett era el fill de Sharad Hett, aquest s'havia criat entre els moradors de les arenes en Tatooine. Després de la defunció del seu pare, Ki-Adi-Mundi ho va dur al temple jedi del planeta Coruscant i ho va prendre com el seu aprenent padawan.
Pertany als còmics de Llegendes. El seu debut es va produir a Star Wars 7 de Dark Horse Comics (1999).

### Shmi Skywalker Lars
La mare d'Anakin Skywalker també va ser una dona valenta i resistent que va sobreviure a la vida com a esclava per convertir-se en grangera d'humitat de Tatooine. Shmi va lliurar al seu fill a l'Orde Jedi, posant-lo en un camí per convertir-se en un dels Jedi més destacats. La seva mort a mans dels tusken, els habitants de les sorres, es va convertir en un pas crític en el viatge d'Anakin cap al costat fosc.

### Snoke
Introduït en la pel·lícula de 2015 Star Wars: The Force Awakens, és el responsable de la conversió de Ben Solo al costat fosc de La Força i els seus orígens són desconeguts. A la següent pel·lícula de la trilogia, Els últims Jedi va utilitzar la força connectar a Kylo amb Rey per trobar a Luke Skywalker però va morir assassinat pel mateix Kylo Ren.

## T

### Tarfful
Tarfful era un general Wookiee que, juntament amb Chewbacca, mana els guerrers Wookiee durant la batalla de Kashyyyk, i més tard ajuda a Yoda a escapar dels soldats clons després que es doni l'Ordre 66 de matar tots els Jedi.

### Talzin
La mare Talzin, la guia espiritual de les Nightsisters de Dathomir durant les Guerres Clon, va ocupar un enorme poder sobre el món de la seva llar i va exercir les estranyes màgies de les Nightsisters. Va vendre els serveis dels Nightsisters als rics i poderosos de la galàxia. Va buscar venjança contra el Comte Dooku i el seu amo, Darth Sidious. Dooku havia traït a la Nightsister Asajj Ventress, però els seus crims es van reduir en comparació amb els de Sidious. Molt abans de les Guerres Clon, Sidious havia promès fer de Talzin la seva mà dreta, només per renegar de la seva promesa i robar al seu fill, Darth Maul, per formar-se com el seu aprenent.

### TC-14
Droide de protocol que apareix a l'inici de "The Phantom Menace", que serveix begudes a Obi-Wan Kenobi i Qui-Gon Jinn a bord de Saak'ak, la nau insignia de la Federació de Comerç.

### Thane Kyrell
Thane Kyrell era un graduat humà de l'Acadèmia Imperial a Coruscant, procedent de Jelucan i inicialment associat a Ciena Ree, que més tard s'uneix a l'Aliança Rebel.

### Thrawn
De cara blava i amb ulls rojos brillants com dos robís, va ser el millor oficial de la flota de l'Imperi Galàctic. Nadiu del planeta Csilla, el seu nom original era Mitth'raw'nuruodo i pertanyia al clan Nuruododo. En unir-se a l'Imperi va ser rebatejat com Thrawn. Va ser un impecable estratega, fred i calculador, una actitud molt valorada en l'Imperi.

### Tinent Connix
Kaydel Connix és una tinent de la base de la Resistència a D'Qar que va coordinar les comunicacions durant la incursió a la Base Starkiller. Després va ajudar a organitzar l'evacuació de D'Qar i va servir a bord del Raddus. Connix va compartir les opinions de Poe Dameron sobre el vicealmirall Holdo, conspirant amb l'as de la guerra contra la nou comandant i unint-se al seu breu motí. Va sobreviure a la batalla de Crait, escapant amb les restes de la Resistència.

### Tobias Beckett
Nadiu de Glee Anselm, Tobias Beckett era un lladre professional que va ser mentor de Han Solo, al que va trair.

## U

### U9-C4
U9-C4 (Ceefor) és un timid droide enviat a una missió amb la D-Squad, una unitat especial formada íntegrament per droides a Star Wars: Clone Wars, dirigida pel coronel Meebur Gascon. Per dur a terme la tasca vital de capturar un mòdul de xifrat separatista, Ceefor estava equipat amb un tallador de làser intens capaç de tallar la majoria de materials. Per disparar el làser, Ceefor va haver d'ancorar-se fermament, ja que la modificació provocava un important retrocés.

## V

### Val
Una dona insensible i ocasionalment punyent que és un crack disparant amb un fusell explosiu. Val pot ser el membre més capaç de la tripulació de Tobias Beckett. Va aparèixer per primera vegada a Solo: A Star Wars Story.

## W

### Watto
Watto era un venedor d'escombraries toydarià a Mos Espa que va comprar Shmi Skywalker i el seu fill Anakin a Gardulla el Hutt. Va patrocinar Anakin en diversos podraces, però sovint apostava contra el seu propi esclau, talentós però inexpert. Watto va perdre Anakin contra Qui-Gon Jinn en una aposta a la cursa de Boonta Eve. Anys més tard, va vendre Shmi al granger Cliegg Lars.

### Wedge Antilles
Wedge Antilles és un pilot humà pertanyent a l'Aliança Rebel i a la Nova República, que es trobava a les batalles de Yavin, Hoth i Endor. Juntament amb Luke Skywalker, és l'únic supervivent d'aquestes batalles.

### Wicket W. Warrick
Wicket W. Warrick va ser el jove valent Ewok que es va afegir a la Rebel·lió i va ajudar a la batalla contra l'Imperi a la lluna del bosc d'Endor. Fins i tot abans que es trobés amb els rebels, Wicket havia ideat mètodes per derrotar les màquines imperials, plans que es van implementar després que Ewok es fes amic de la princesa Leia i reclutés la seva tribu a la causa de l'Aliança. Durant la batalla d'Endor, Wicket va lluitar valentament al costat dels seus nous aliats.

### Wilhuff Tarkin
El Gran Moff Wilhuff Tarkin va ser el més puixant dels governadors de l'Imperi galàctic. Va començar durant les Guerres Clon al servei de la República Galàctica i ràpidament en veure l'aproximació de la seva caiguda es va aliar amb Palpatine. El nou Emperador li va atorgar un títol i poder més enllà de la ment de qualsevol ser. Tarkin va exterminar mons, ciutats i espècies. Va morir per culpa de la seua pròpia obstinació, quan no va escapar de la primera Estrella de la Mort, explotant juntament amb l'estació espacial en el seu "moment del triomf".

### Wolffe
El comandant clon Wolffe (designat com clon CC-3636) servia sota el general Plo Koon a les guerres clon, com a comandant de la unitat coneguda com el Wolfpack. Un combatent experimentat i maltractat, Wolffe ha estat testimoni d'alguns dels pitjors episodis de la guerra. Al començament de les Guerres Clon, va perdre tot el comandament quan la nau del mestre Plo, Triumphant, va ser destruïda pel General Grievous. Malgrat aquesta tragèdia, lluita amb valentia, brandint amb orgull les cicatrius de batalla i inculcant lleialtat entre els seus homes.
Anys després de la finalització de les Guerres Clonals, juntament amb el Capità Rex i el comandant Gregor van trepitjar les planes de Seelos buscant les joopa. Va ser llavors quan es van trobar amb la tripulació del Ghost, enviada per Ahsoka Tano. Després que Kanan vacil·lés a la seva confiança, Rex va revelar que els tres clons es van treure els seus xips abans de l'Ordre 66.

## Y

### Yaddle
La tranquila Yaddle era membre de la mateixa misteriosa espècie que el venerat mestre Jedi Yoda. Yaddle es va asseure al Consell Jedi amb el seu company diminut de la pell de verda. En el moment de les Guerres Clon, ja no estava al Consell.

### Yoda
Yoda és un dels millors Mestres Jedi de tota la història i membre del consell Jedi. Va ser el mestre del Comte Dooku, Mace Windu, Ki-Adi Mundi i Luke Skywalker. Es va exiliar a Dagobah després de la caiguda de la República a la "Venjança dels Sith". Va morir a "El retorn del Jedi" i es va convertir en un esperit de La Força.

## Z

### Zam Wesell
Un assassí clawdita que podria assumir qualsevol forma humanoide. Jango Fett la va contractar per matar a Padmé Amidala a Coruscant, però la senadora de Naboo va eludir un explosiu que va destruir la nau estel·lar, i després va escapar de cuhuns verinosos que es van deixar anar al seu apartament. Anakin Skywalker i Obi-Wan Kenobi van perseguir Zam, atrapant-la al Outlander Club. Abans que pogués parlar, Jango la va matar.